# فهرست سیارک‌ها (۱۵۵۰۰۱–۱۵۶۰۰۱)
فهرست سیارک‌ها (۱۵۵۰۰۱ - ۱۵۶۰۰۱) فهرست سیارک‌ها از ۱۵۵۰۰۱ تا ۱۵۶۰۰۱ است.
| نام    | نام انگلیسی | تاریخ کشف       |
| ------ | ----------- | --------------- |
| ۱۵۵۰۰۱ | 2005 NT62   | ۱۱ ژوئیه ۲۰۰۵   |
| ۱۵۵۰۰۲ | 2005 NN102  | ۱۲ ژوئیه ۲۰۰۵   |
| ۱۵۵۰۰۳ | 2005 NX102  | ۱۰ ژوئیه ۲۰۰۵   |
| ۱۵۵۰۰۴ | 2005 OY9    | ۲۷ ژوئیه ۲۰۰۵   |
| ۱۵۵۰۰۵ | 2005 OP14   | ۳۱ ژوئیه ۲۰۰۵   |
| ۱۵۵۰۰۶ | 2005 OU14   | ۳۱ ژوئیه ۲۰۰۵   |
| ۱۵۵۰۰۷ | 2005 OB15   | ۲۸ ژوئیه ۲۰۰۵   |
| ۱۵۵۰۰۸ | 2005 OM16   | ۲۹ ژوئیه ۲۰۰۵   |
| ۱۵۵۰۰۹ | 2005 OA19   | ۳۱ ژوئیه ۲۰۰۵   |
| ۱۵۵۰۱۰ | 2005 PR9    | ۴ اوت ۲۰۰۵      |
| ۱۵۵۰۱۱ | 2005 PR17   | ۶ اوت ۲۰۰۵      |
| ۱۵۵۰۱۲ | 2005 QM4    | ۲۴ اوت ۲۰۰۵     |
| ۱۵۵۰۱۳ | 2005 QK7    | ۲۴ اوت ۲۰۰۵     |
| ۱۵۵۰۱۴ | 2005 QG12   | ۲۴ اوت ۲۰۰۵     |
| ۱۵۵۰۱۵ | 2005 QF17   | ۲۵ اوت ۲۰۰۵     |
| ۱۵۵۰۱۶ | 2005 QS19   | ۲۵ اوت ۲۰۰۵     |
| ۱۵۵۰۱۷ | 2005 QK26   | ۲۷ اوت ۲۰۰۵     |
| ۱۵۵۰۱۸ | 2005 QK28   | ۲۸ اوت ۲۰۰۵     |
| ۱۵۵۰۱۹ | 2005 QY31   | ۲۴ اوت ۲۰۰۵     |
| ۱۵۵۰۲۰ | 2005 QC38   | ۲۵ اوت ۲۰۰۵     |
| ۱۵۵۰۲۱ | 2005 QD45   | ۲۶ اوت ۲۰۰۵     |
| ۱۵۵۰۲۲ | 2005 QP47   | ۲۶ اوت ۲۰۰۵     |
| ۱۵۵۰۲۳ | 2005 QK54   | ۲۸ اوت ۲۰۰۵     |
| ۱۵۵۰۲۴ | 2005 QD67   | ۲۸ اوت ۲۰۰۵     |
| ۱۵۵۰۲۵ | 2005 QM71   | ۲۹ اوت ۲۰۰۵     |
| ۱۵۵۰۲۶ | 2005 QC73   | ۲۹ اوت ۲۰۰۵     |
| ۱۵۵۰۲۷ | 2005 QF75   | ۲۶ اوت ۲۰۰۵     |
| ۱۵۵۰۲۸ | 2005 QR82   | ۲۹ اوت ۲۰۰۵     |
| ۱۵۵۰۲۹ | 2005 QY82   | ۲۹ اوت ۲۰۰۵     |
| ۱۵۵۰۳۰ | 2005 QF84   | ۲۹ اوت ۲۰۰۵     |
| ۱۵۵۰۳۱ | 2005 QW94   | ۲۷ اوت ۲۰۰۵     |
| ۱۵۵۰۳۲ | 2005 QP95   | ۲۷ اوت ۲۰۰۵     |
| ۱۵۵۰۳۳ | 2005 QY116  | ۲۸ اوت ۲۰۰۵     |
| ۱۵۵۰۳۴ | 2005 QJ127  | ۲۸ اوت ۲۰۰۵     |
| ۱۵۵۰۳۵ | 2005 QV129  | ۲۸ اوت ۲۰۰۵     |
| ۱۵۵۰۳۶ | 2005 QH133  | ۲۸ اوت ۲۰۰۵     |
| ۱۵۵۰۳۷ | 2005 QP157  | ۳۱ اوت ۲۰۰۵     |
| ۱۵۵۰۳۸ | 2005 QR160  | ۲۸ اوت ۲۰۰۵     |
| ۱۵۵۰۳۹ | 2005 QY165  | ۳۱ اوت ۲۰۰۵     |
| ۱۵۵۰۴۰ | 2005 QX171  | ۲۹ اوت ۲۰۰۵     |
| ۱۵۵۰۴۱ | 2005 QZ172  | ۲۹ اوت ۲۰۰۵     |
| ۱۵۵۰۴۲ | 2005 RQ5    | ۲ سپتامبر ۲۰۰۵  |
| ۱۵۵۰۴۳ | 2005 RR5    | ۵ سپتامبر ۲۰۰۵  |
| ۱۵۵۰۴۴ | 2005 RE8    | ۸ سپتامبر ۲۰۰۵  |
| ۱۵۵۰۴۵ | 2005 RF8    | ۸ سپتامبر ۲۰۰۵  |
| ۱۵۵۰۴۶ | 2005 RB10   | ۳ سپتامبر ۲۰۰۵  |
| ۱۵۵۰۴۷ | 2005 RO10   | ۸ سپتامبر ۲۰۰۵  |
| ۱۵۵۰۴۸ | 2005 RH24   | ۱۱ سپتامبر ۲۰۰۵ |
| ۱۵۵۰۴۹ | 2005 RJ27   | ۱۰ سپتامبر ۲۰۰۵ |
| ۱۵۵۰۵۰ | 2005 RU27   | ۱۰ سپتامبر ۲۰۰۵ |
| ۱۵۵۰۵۱ | 2005 RY30   | ۱۱ سپتامبر ۲۰۰۵ |
| ۱۵۵۰۵۲ | 2005 SA3    | ۲۳ سپتامبر ۲۰۰۵ |
| ۱۵۵۰۵۳ | 2005 SV9    | ۲۵ سپتامبر ۲۰۰۵ |
| ۱۵۵۰۵۴ | 2005 SN19   | ۲۵ سپتامبر ۲۰۰۵ |
| ۱۵۵۰۵۵ | 2005 SO23   | ۲۳ سپتامبر ۲۰۰۵ |
| ۱۵۵۰۵۶ | 2005 SB24   | ۲۴ سپتامبر ۲۰۰۵ |
| ۱۵۵۰۵۷ | 2005 SG24   | ۲۴ سپتامبر ۲۰۰۵ |
| ۱۵۵۰۵۸ | 2005 SU24   | ۲۴ سپتامبر ۲۰۰۵ |
| ۱۵۵۰۵۹ | 2005 SF28   | ۲۳ سپتامبر ۲۰۰۵ |
| ۱۵۵۰۶۰ | 2005 SG28   | ۲۳ سپتامبر ۲۰۰۵ |
| ۱۵۵۰۶۱ | 2005 ST30   | ۲۳ سپتامبر ۲۰۰۵ |
| ۱۵۵۰۶۲ | 2005 SL32   | ۲۳ سپتامبر ۲۰۰۵ |
| ۱۵۵۰۶۳ | 2005 SP35   | ۲۳ سپتامبر ۲۰۰۵ |
| ۱۵۵۰۶۴ | 2005 SQ39   | ۲۴ سپتامبر ۲۰۰۵ |
| ۱۵۵۰۶۵ | 2005 SL40   | ۲۴ سپتامبر ۲۰۰۵ |
| ۱۵۵۰۶۶ | 2005 SR54   | ۲۵ سپتامبر ۲۰۰۵ |
| ۱۵۵۰۶۷ | 2005 SH58   | ۲۶ سپتامبر ۲۰۰۵ |
| ۱۵۵۰۶۸ | 2005 SC59   | ۲۶ سپتامبر ۲۰۰۵ |
| ۱۵۵۰۶۹ | 2005 SA65   | ۲۶ سپتامبر ۲۰۰۵ |
| ۱۵۵۰۷۰ | 2005 SB69   | ۲۷ سپتامبر ۲۰۰۵ |
| ۱۵۵۰۷۱ | 2005 SS71   | ۲۳ سپتامبر ۲۰۰۵ |
| ۱۵۵۰۷۲ | 2005 SS73   | ۲۳ سپتامبر ۲۰۰۵ |
| ۱۵۵۰۷۳ | 2005 SP77   | ۲۴ سپتامبر ۲۰۰۵ |
| ۱۵۵۰۷۴ | 2005 SH90   | ۲۴ سپتامبر ۲۰۰۵ |
| ۱۵۵۰۷۵ | 2005 SZ96   | ۲۵ سپتامبر ۲۰۰۵ |
| ۱۵۵۰۷۶ | 2005 SH103  | ۲۵ سپتامبر ۲۰۰۵ |
| ۱۵۵۰۷۷ | 2005 SX103  | ۲۵ سپتامبر ۲۰۰۵ |
| ۱۵۵۰۷۸ | 2005 SG104  | ۲۵ سپتامبر ۲۰۰۵ |
| ۱۵۵۰۷۹ | 2005 SM112  | ۲۶ سپتامبر ۲۰۰۵ |
| ۱۵۵۰۸۰ | 2005 SC130  | ۲۹ سپتامبر ۲۰۰۵ |
| ۱۵۵۰۸۱ | 2005 SH130  | ۲۹ سپتامبر ۲۰۰۵ |
| ۱۵۵۰۸۲ | 2005 SF131  | ۲۹ سپتامبر ۲۰۰۵ |
| ۱۵۵۰۸۳ | Banneker    | ۳۰ سپتامبر ۲۰۰۵ |
| ۱۵۵۰۸۴ | 2005 ST137  | ۲۴ سپتامبر ۲۰۰۵ |
| ۱۵۵۰۸۵ | 2005 SW147  | ۲۵ سپتامبر ۲۰۰۵ |
| ۱۵۵۰۸۶ | 2005 SE148  | ۲۵ سپتامبر ۲۰۰۵ |
| ۱۵۵۰۸۷ | 2005 SL149  | ۲۵ سپتامبر ۲۰۰۵ |
| ۱۵۵۰۸۸ | 2005 ST158  | ۲۶ سپتامبر ۲۰۰۵ |
| ۱۵۵۰۸۹ | 2005 SK159  | ۲۶ سپتامبر ۲۰۰۵ |
| ۱۵۵۰۹۰ | 2005 SJ164  | ۲۷ سپتامبر ۲۰۰۵ |
| ۱۵۵۰۹۱ | 2005 SX164  | ۲۷ سپتامبر ۲۰۰۵ |
| ۱۵۵۰۹۲ | 2005 SX169  | ۲۹ سپتامبر ۲۰۰۵ |
| ۱۵۵۰۹۳ | 2005 SP183  | ۲۹ سپتامبر ۲۰۰۵ |
| ۱۵۵۰۹۴ | 2005 SB192  | ۲۹ سپتامبر ۲۰۰۵ |
| ۱۵۵۰۹۵ | 2005 SJ193  | ۲۹ سپتامبر ۲۰۰۵ |
| ۱۵۵۰۹۶ | 2005 SW203  | ۳۰ سپتامبر ۲۰۰۵ |
| ۱۵۵۰۹۷ | 2005 SE211  | ۳۰ سپتامبر ۲۰۰۵ |
| ۱۵۵۰۹۸ | 2005 SF214  | ۳۰ سپتامبر ۲۰۰۵ |
| ۱۵۵۰۹۹ | 2005 SP214  | ۳۰ سپتامبر ۲۰۰۵ |
| ۱۵۵۱۰۰ | 2005 SX214  | ۳۰ سپتامبر ۲۰۰۵ |
| ۱۵۵۱۰۱ | 2005 SM218  | ۳۰ سپتامبر ۲۰۰۵ |
| ۱۵۵۱۰۲ | 2005 SB219  | ۳۰ سپتامبر ۲۰۰۵ |
| ۱۵۵۱۰۳ | 2005 SC225  | ۲۹ سپتامبر ۲۰۰۵ |
| ۱۵۵۱۰۴ | 2005 SO225  | ۲۹ سپتامبر ۲۰۰۵ |
| ۱۵۵۱۰۵ | 2005 SH227  | ۳۰ سپتامبر ۲۰۰۵ |
| ۱۵۵۱۰۶ | 2005 SX231  | ۳۰ سپتامبر ۲۰۰۵ |
| ۱۵۵۱۰۷ | 2005 SZ237  | ۲۹ سپتامبر ۲۰۰۵ |
| ۱۵۵۱۰۸ | 2005 SW242  | ۳۰ سپتامبر ۲۰۰۵ |
| ۱۵۵۱۰۹ | 2005 SM244  | ۳۰ سپتامبر ۲۰۰۵ |
| ۱۵۵۱۰۹ | 2005 TB     | ۱ اکتبر ۲۰۰۵    |
| ۱۵۵۱۱۱ | 2005 TP5    | ۱ اکتبر ۲۰۰۵    |
| ۱۵۵۱۱۲ | 2005 TU25   | ۱ اکتبر ۲۰۰۵    |
| ۱۵۵۱۱۳ | 2005 TO42   | ۳ اکتبر ۲۰۰۵    |
| ۱۵۵۱۱۴ | 2005 TY42   | ۴ اکتبر ۲۰۰۵    |
| ۱۵۵۱۱۵ | 2005 TR46   | ۱ اکتبر ۲۰۰۵    |
| ۱۵۵۱۱۶ | Verkhivnya  | ۸ اکتبر ۲۰۰۵    |
| ۱۵۵۱۱۷ | 2005 TE50   | ۹ اکتبر ۲۰۰۵    |
| ۱۵۵۱۱۸ | 2005 TK53   | ۱۲ اکتبر ۲۰۰۵   |
| ۱۵۵۱۱۹ | 2005 TR55   | ۶ اکتبر ۲۰۰۵    |
| ۱۵۵۱۲۰ | 2005 TW64   | ۱ اکتبر ۲۰۰۵    |
| ۱۵۵۱۲۱ | 2005 TE68   | ۵ اکتبر ۲۰۰۵    |
| ۱۵۵۱۲۲ | 2005 TZ72   | ۵ اکتبر ۲۰۰۵    |
| ۱۵۵۱۲۳ | 2005 TX78   | ۷ اکتبر ۲۰۰۵    |
| ۱۵۵۱۲۴ | 2005 TD99   | ۷ اکتبر ۲۰۰۵    |
| ۱۵۵۱۲۵ | 2005 TN107  | ۵ اکتبر ۲۰۰۵    |
| ۱۵۵۱۲۶ | 2005 TY109  | ۷ اکتبر ۲۰۰۵    |
| ۱۵۵۱۲۷ | 2005 TX110  | ۷ اکتبر ۲۰۰۵    |
| ۱۵۵۱۲۸ | 2005 TM117  | ۷ اکتبر ۲۰۰۵    |
| ۱۵۵۱۲۹ | 2005 TT123  | ۷ اکتبر ۲۰۰۵    |
| ۱۵۵۱۳۰ | 2005 TH126  | ۷ اکتبر ۲۰۰۵    |
| ۱۵۵۱۳۱ | 2005 TQ127  | ۷ اکتبر ۲۰۰۵    |
| ۱۵۵۱۳۲ | 2005 TV132  | ۷ اکتبر ۲۰۰۵    |
| ۱۵۵۱۳۳ | 2005 TW140  | ۸ اکتبر ۲۰۰۵    |
| ۱۵۵۱۳۴ | 2005 TX152  | ۵ اکتبر ۲۰۰۵    |
| ۱۵۵۱۳۵ | 2005 TC165  | ۹ اکتبر ۲۰۰۵    |
| ۱۵۵۱۳۶ | 2005 TS166  | ۹ اکتبر ۲۰۰۵    |
| ۱۵۵۱۳۷ | 2005 TZ166  | ۹ اکتبر ۲۰۰۵    |
| ۱۵۵۱۳۸ | Pucinskas   | ۹ اکتبر ۲۰۰۵    |
| ۱۵۵۱۳۹ | 2005 TF173  | ۱۳ اکتبر ۲۰۰۵   |
| ۱۵۵۱۳۹ | 2005 UD     | ۲۲ اکتبر ۲۰۰۵   |
| ۱۵۵۱۳۹ | 2005 UY     | ۲۰ اکتبر ۲۰۰۵   |
| ۱۵۵۱۴۲ | Tenagra     | ۲۶ اکتبر ۲۰۰۵   |
| ۱۵۵۱۴۳ | 2005 UB10   | ۲۱ اکتبر ۲۰۰۵   |
| ۱۵۵۱۴۴ | 2005 UG14   | ۲۲ اکتبر ۲۰۰۵   |
| ۱۵۵۱۴۵ | 2005 UR18   | ۲۲ اکتبر ۲۰۰۵   |
| ۱۵۵۱۴۶ | 2005 UF29   | ۲۳ اکتبر ۲۰۰۵   |
| ۱۵۵۱۴۷ | 2005 UZ29   | ۲۳ اکتبر ۲۰۰۵   |
| ۱۵۵۱۴۸ | 2005 UC57   | ۲۴ اکتبر ۲۰۰۵   |
| ۱۵۵۱۴۹ | 2005 UE61   | ۲۵ اکتبر ۲۰۰۵   |
| ۱۵۵۱۵۰ | 2005 UL67   | ۲۲ اکتبر ۲۰۰۵   |
| ۱۵۵۱۵۱ | 2005 UH69   | ۲۳ اکتبر ۲۰۰۵   |
| ۱۵۵۱۵۲ | 2005 UE78   | ۲۵ اکتبر ۲۰۰۵   |
| ۱۵۵۱۵۳ | 2005 UV78   | ۲۵ اکتبر ۲۰۰۵   |
| ۱۵۵۱۵۴ | 2005 UW78   | ۲۵ اکتبر ۲۰۰۵   |
| ۱۵۵۱۵۵ | 2005 UD79   | ۲۵ اکتبر ۲۰۰۵   |
| ۱۵۵۱۵۶ | 2005 UR79   | ۲۵ اکتبر ۲۰۰۵   |
| ۱۵۵۱۵۷ | 2005 UF80   | ۲۵ اکتبر ۲۰۰۵   |
| ۱۵۵۱۵۸ | 2005 UL80   | ۲۵ اکتبر ۲۰۰۵   |
| ۱۵۵۱۵۹ | 2005 UK83   | ۲۲ اکتبر ۲۰۰۵   |
| ۱۵۵۱۶۰ | 2005 US96   | ۲۲ اکتبر ۲۰۰۵   |
| ۱۵۵۱۶۱ | 2005 UQ104  | ۲۲ اکتبر ۲۰۰۵   |
| ۱۵۵۱۶۲ | 2005 UZ104  | ۲۲ اکتبر ۲۰۰۵   |
| ۱۵۵۱۶۳ | 2005 UJ124  | ۲۴ اکتبر ۲۰۰۵   |
| ۱۵۵۱۶۴ | 2005 UN141  | ۲۵ اکتبر ۲۰۰۵   |
| ۱۵۵۱۶۵ | 2005 UU147  | ۲۶ اکتبر ۲۰۰۵   |
| ۱۵۵۱۶۶ | 2005 UU151  | ۲۶ اکتبر ۲۰۰۵   |
| ۱۵۵۱۶۷ | 2005 UG172  | ۲۴ اکتبر ۲۰۰۵   |
| ۱۵۵۱۶۸ | 2005 UC175  | ۲۴ اکتبر ۲۰۰۵   |
| ۱۵۵۱۶۹ | 2005 UF186  | ۲۵ اکتبر ۲۰۰۵   |
| ۱۵۵۱۷۰ | 2005 UK191  | ۲۷ اکتبر ۲۰۰۵   |
| ۱۵۵۱۷۱ | 2005 UX205  | ۲۶ اکتبر ۲۰۰۵   |
| ۱۵۵۱۷۲ | 2005 UJ214  | ۲۴ اکتبر ۲۰۰۵   |
| ۱۵۵۱۷۳ | 2005 US216  | ۲۵ اکتبر ۲۰۰۵   |
| ۱۵۵۱۷۴ | 2005 UA220  | ۲۵ اکتبر ۲۰۰۵   |
| ۱۵۵۱۷۵ | 2005 UP247  | ۲۸ اکتبر ۲۰۰۵   |
| ۱۵۵۱۷۶ | 2005 UH248  | ۲۸ اکتبر ۲۰۰۵   |
| ۱۵۵۱۷۷ | 2005 UR272  | ۲۸ اکتبر ۲۰۰۵   |
| ۱۵۵۱۷۸ | 2005 UX274  | ۲۸ اکتبر ۲۰۰۵   |
| ۱۵۵۱۷۹ | 2005 UH277  | ۲۴ اکتبر ۲۰۰۵   |
| ۱۵۵۱۸۰ | 2005 UF289  | ۲۶ اکتبر ۲۰۰۵   |
| ۱۵۵۱۸۱ | 2005 UY315  | ۲۵ اکتبر ۲۰۰۵   |
| ۱۵۵۱۸۲ | 2005 UL317  | ۲۷ اکتبر ۲۰۰۵   |
| ۱۵۵۱۸۳ | 2005 UB327  | ۲۹ اکتبر ۲۰۰۵   |
| ۱۵۵۱۸۴ | 2005 UW329  | ۲۸ اکتبر ۲۰۰۵   |
| ۱۵۵۱۸۵ | 2005 UX330  | ۲۸ اکتبر ۲۰۰۵   |
| ۱۵۵۱۸۶ | 2005 UY334  | ۲۹ اکتبر ۲۰۰۵   |
| ۱۵۵۱۸۷ | 2005 UC335  | ۲۹ اکتبر ۲۰۰۵   |
| ۱۵۵۱۸۸ | 2005 UM349  | ۲۵ اکتبر ۲۰۰۵   |
| ۱۵۵۱۸۹ | 2005 UN355  | ۲۹ اکتبر ۲۰۰۵   |
| ۱۵۵۱۹۰ | 2005 UV355  | ۲۹ اکتبر ۲۰۰۵   |
| ۱۵۵۱۹۱ | 2005 UZ365  | ۲۷ اکتبر ۲۰۰۵   |
| ۱۵۵۱۹۲ | 2005 UV371  | ۲۷ اکتبر ۲۰۰۵   |
| ۱۵۵۱۹۳ | 2005 UH377  | ۲۸ اکتبر ۲۰۰۵   |
| ۱۵۵۱۹۴ | 2005 UK381  | ۳۰ اکتبر ۲۰۰۵   |
| ۱۵۵۱۹۵ | 2005 UG396  | ۲۵ اکتبر ۲۰۰۵   |
| ۱۵۵۱۹۶ | 2005 UM419  | ۲۵ اکتبر ۲۰۰۵   |
| ۱۵۵۱۹۷ | 2005 UO429  | ۲۸ اکتبر ۲۰۰۵   |
| ۱۵۵۱۹۸ | 2005 UO432  | ۲۸ اکتبر ۲۰۰۵   |
| ۱۵۵۱۹۹ | 2005 UU433  | ۲۸ اکتبر ۲۰۰۵   |
| ۱۵۵۲۰۰ | 2005 UC438  | ۲۷ اکتبر ۲۰۰۵   |
| ۱۵۵۲۰۱ | 2005 UL440  | ۲۹ اکتبر ۲۰۰۵   |
| ۱۵۵۲۰۲ | 2005 UU444  | ۳۰ اکتبر ۲۰۰۵   |
| ۱۵۵۲۰۳ | 2005 UV444  | ۳۰ اکتبر ۲۰۰۵   |
| ۱۵۵۲۰۴ | 2005 UX445  | ۳۱ اکتبر ۲۰۰۵   |
| ۱۵۵۲۰۵ | 2005 UV449  | ۳۰ اکتبر ۲۰۰۵   |
| ۱۵۵۲۰۶ | 2005 UP457  | ۳۱ اکتبر ۲۰۰۵   |
| ۱۵۵۲۰۷ | 2005 UO460  | ۲۸ اکتبر ۲۰۰۵   |
| ۱۵۵۲۰۸ | 2005 UV460  | ۲۸ اکتبر ۲۰۰۵   |
| ۱۵۵۲۰۹ | 2005 UV481  | ۳۱ اکتبر ۲۰۰۵   |
| ۱۵۵۲۱۰ | 2005 UG483  | ۲۲ اکتبر ۲۰۰۵   |
| ۱۵۵۲۱۱ | 2005 UP485  | ۲۲ اکتبر ۲۰۰۵   |
| ۱۵۵۲۱۲ | 2005 UQ489  | ۲۳ اکتبر ۲۰۰۵   |
| ۱۵۵۲۱۳ | 2005 UU494  | ۲۵ اکتبر ۲۰۰۵   |
| ۱۵۵۲۱۴ | 2005 UK508  | ۲۵ اکتبر ۲۰۰۵   |
| ۱۵۵۲۱۵ | 2005 VU2    | ۴ نوامبر ۲۰۰۵   |
| ۱۵۵۲۱۶ | 2005 VV2    | ۵ نوامبر ۲۰۰۵   |
| ۱۵۵۲۱۷ | 2005 VH5    | ۹ نوامبر ۲۰۰۵   |
| ۱۵۵۲۱۸ | 2005 VL7    | ۱۳ نوامبر ۲۰۰۵  |
| ۱۵۵۲۱۹ | 2005 VX23   | ۱ نوامبر ۲۰۰۵   |
| ۱۵۵۲۲۰ | 2005 VM25   | ۲ نوامبر ۲۰۰۵   |
| ۱۵۵۲۲۱ | 2005 VT38   | ۳ نوامبر ۲۰۰۵   |
| ۱۵۵۲۲۲ | 2005 VY52   | ۳ نوامبر ۲۰۰۵   |
| ۱۵۵۲۲۳ | 2005 VH53   | ۳ نوامبر ۲۰۰۵   |
| ۱۵۵۲۲۴ | 2005 VW60   | ۵ نوامبر ۲۰۰۵   |
| ۱۵۵۲۲۵ | 2005 VR63   | ۱ نوامبر ۲۰۰۵   |
| ۱۵۵۲۲۶ | 2005 VV70   | ۱ نوامبر ۲۰۰۵   |
| ۱۵۵۲۲۷ | 2005 VD71   | ۱ نوامبر ۲۰۰۵   |
| ۱۵۵۲۲۸ | 2005 VB98   | ۷ نوامبر ۲۰۰۵   |
| ۱۵۵۲۲۹ | 2005 VD118  | ۱۵ نوامبر ۲۰۰۵  |
| ۱۵۵۲۳۰ | 2005 VQ118  | ۱۵ نوامبر ۲۰۰۵  |
| ۱۵۵۲۳۱ | 2005 WV2    | ۱۹ نوامبر ۲۰۰۵  |
| ۱۵۵۲۳۲ | 2005 WL5    | ۲۰ نوامبر ۲۰۰۵  |
| ۱۵۵۲۳۳ | 2005 WO8    | ۲۱ نوامبر ۲۰۰۵  |
| ۱۵۵۲۳۴ | 2005 WK16   | ۲۲ نوامبر ۲۰۰۵  |
| ۱۵۵۲۳۵ | 2005 WX17   | ۲۲ نوامبر ۲۰۰۵  |
| ۱۵۵۲۳۶ | 2005 WO18   | ۲۲ نوامبر ۲۰۰۵  |
| ۱۵۵۲۳۷ | 2005 WP18   | ۲۲ نوامبر ۲۰۰۵  |
| ۱۵۵۲۳۸ | 2005 WY18   | ۲۲ نوامبر ۲۰۰۵  |
| ۱۵۵۲۳۹ | 2005 WB19   | ۲۲ نوامبر ۲۰۰۵  |
| ۱۵۵۲۴۰ | 2005 WO21   | ۲۱ نوامبر ۲۰۰۵  |
| ۱۵۵۲۴۱ | 2005 WO22   | ۲۱ نوامبر ۲۰۰۵  |
| ۱۵۵۲۴۲ | 2005 WQ24   | ۲۱ نوامبر ۲۰۰۵  |
| ۱۵۵۲۴۳ | 2005 WW25   | ۲۱ نوامبر ۲۰۰۵  |
| ۱۵۵۲۴۴ | 2005 WH29   | ۲۱ نوامبر ۲۰۰۵  |
| ۱۵۵۲۴۵ | 2005 WJ38   | ۲۲ نوامبر ۲۰۰۵  |
| ۱۵۵۲۴۶ | 2005 WE44   | ۲۱ نوامبر ۲۰۰۵  |
| ۱۵۵۲۴۷ | 2005 WK46   | ۲۲ نوامبر ۲۰۰۵  |
| ۱۵۵۲۴۸ | 2005 WN46   | ۲۴ نوامبر ۲۰۰۵  |
| ۱۵۵۲۴۹ | 2005 WU48   | ۲۵ نوامبر ۲۰۰۵  |
| ۱۵۵۲۵۰ | 2005 WW57   | ۲۵ نوامبر ۲۰۰۵  |
| ۱۵۵۲۵۱ | 2005 WC59   | ۲۹ نوامبر ۲۰۰۵  |
| ۱۵۵۲۵۲ | 2005 WU60   | ۲۵ نوامبر ۲۰۰۵  |
| ۱۵۵۲۵۳ | 2005 WX66   | ۲۲ نوامبر ۲۰۰۵  |
| ۱۵۵۲۵۴ | 2005 WB68   | ۲۲ نوامبر ۲۰۰۵  |
| ۱۵۵۲۵۵ | 2005 WO73   | ۲۵ نوامبر ۲۰۰۵  |
| ۱۵۵۲۵۶ | 2005 WH76   | ۲۵ نوامبر ۲۰۰۵  |
| ۱۵۵۲۵۷ | 2005 WL81   | ۲۶ نوامبر ۲۰۰۵  |
| ۱۵۵۲۵۸ | 2005 WP86   | ۲۸ نوامبر ۲۰۰۵  |
| ۱۵۵۲۵۹ | 2005 WQ86   | ۲۸ نوامبر ۲۰۰۵  |
| ۱۵۵۲۶۰ | 2005 WH89   | ۲۵ نوامبر ۲۰۰۵  |
| ۱۵۵۲۶۱ | 2005 WE95   | ۲۶ نوامبر ۲۰۰۵  |
| ۱۵۵۲۶۲ | 2005 WL95   | ۲۶ نوامبر ۲۰۰۵  |
| ۱۵۵۲۶۳ | 2005 WM98   | ۲۸ نوامبر ۲۰۰۵  |
| ۱۵۵۲۶۴ | 2005 WN99   | ۲۸ نوامبر ۲۰۰۵  |
| ۱۵۵۲۶۵ | 2005 WM103  | ۲۶ نوامبر ۲۰۰۵  |
| ۱۵۵۲۶۶ | 2005 WP105  | ۲۹ نوامبر ۲۰۰۵  |
| ۱۵۵۲۶۷ | 2005 WE106  | ۲۹ نوامبر ۲۰۰۵  |
| ۱۵۵۲۶۸ | 2005 WE108  | ۲۸ نوامبر ۲۰۰۵  |
| ۱۵۵۲۶۹ | 2005 WC113  | ۲۵ نوامبر ۲۰۰۵  |
| ۱۵۵۲۷۰ | 2005 WH113  | ۲۵ نوامبر ۲۰۰۵  |
| ۱۵۵۲۷۱ | 2005 WJ114  | ۲۸ نوامبر ۲۰۰۵  |
| ۱۵۵۲۷۲ | 2005 WT118  | ۲۵ نوامبر ۲۰۰۵  |
| ۱۵۵۲۷۳ | 2005 WR119  | ۲۸ نوامبر ۲۰۰۵  |
| ۱۵۵۲۷۴ | 2005 WM146  | ۲۵ نوامبر ۲۰۰۵  |
| ۱۵۵۲۷۵ | 2005 WJ154  | ۲۹ نوامبر ۲۰۰۵  |
| ۱۵۵۲۷۶ | 2005 WV155  | ۲۹ نوامبر ۲۰۰۵  |
| ۱۵۵۲۷۷ | 2005 WJ159  | ۲۹ نوامبر ۲۰۰۵  |
| ۱۵۵۲۷۸ | 2005 WR168  | ۳۰ نوامبر ۲۰۰۵  |
| ۱۵۵۲۷۹ | 2005 WW173  | ۳۰ نوامبر ۲۰۰۵  |
| ۱۵۵۲۸۰ | 2005 WR181  | ۲۵ نوامبر ۲۰۰۵  |
| ۱۵۵۲۸۱ | 2005 WX184  | ۲۹ نوامبر ۲۰۰۵  |
| ۱۵۵۲۸۲ | 2005 WC186  | ۳۰ نوامبر ۲۰۰۵  |
| ۱۵۵۲۸۳ | 2005 WS187  | ۲۹ نوامبر ۲۰۰۵  |
| ۱۵۵۲۸۴ | 2005 WC190  | ۲۰ نوامبر ۲۰۰۵  |
| ۱۵۵۲۸۵ | 2005 WH191  | ۲۱ نوامبر ۲۰۰۵  |
| ۱۵۵۲۸۶ | 2005 WU192  | ۲۶ نوامبر ۲۰۰۵  |
| ۱۵۵۲۸۷ | 2005 XK1    | ۴ دسامبر ۲۰۰۵   |
| ۱۵۵۲۸۸ | 2005 XY5    | ۱ دسامبر ۲۰۰۵   |
| ۱۵۵۲۸۹ | 2005 XE26   | ۴ دسامبر ۲۰۰۵   |
| ۱۵۵۲۹۰ | 2005 XJ40   | ۵ دسامبر ۲۰۰۵   |
| ۱۵۵۲۹۱ | 2005 XO56   | ۵ دسامبر ۲۰۰۵   |
| ۱۵۵۲۹۲ | 2005 XT64   | ۷ دسامبر ۲۰۰۵   |
| ۱۵۵۲۹۳ | 2005 XO65   | ۲ دسامبر ۲۰۰۵   |
| ۱۵۵۲۹۴ | 2005 XY65   | ۷ دسامبر ۲۰۰۵   |
| ۱۵۵۲۹۵ | 2005 XN77   | ۸ دسامبر ۲۰۰۵   |
| ۱۵۵۲۹۵ | 2005 YJ     | ۲۰ دسامبر ۲۰۰۵  |
| ۱۵۵۲۹۷ | 2005 YS9    | ۲۱ دسامبر ۲۰۰۵  |
| ۱۵۵۲۹۸ | 2005 YG19   | ۲۴ دسامبر ۲۰۰۵  |
| ۱۵۵۲۹۹ | 2005 YD25   | ۲۴ دسامبر ۲۰۰۵  |
| ۱۵۵۳۰۰ | 2005 YG40   | ۲۲ دسامبر ۲۰۰۵  |
| ۱۵۵۳۰۱ | 2005 YU43   | ۲۵ دسامبر ۲۰۰۵  |
| ۱۵۵۳۰۲ | 2005 YS46   | ۲۵ دسامبر ۲۰۰۵  |
| ۱۵۵۳۰۳ | 2005 YU53   | ۲۲ دسامبر ۲۰۰۵  |
| ۱۵۵۳۰۴ | 2005 YE57   | ۲۴ دسامبر ۲۰۰۵  |
| ۱۵۵۳۰۵ | 2005 YU73   | ۲۴ دسامبر ۲۰۰۵  |
| ۱۵۵۳۰۶ | 2005 YA75   | ۲۴ دسامبر ۲۰۰۵  |
| ۱۵۵۳۰۷ | 2005 YB133  | ۲۶ دسامبر ۲۰۰۵  |
| ۱۵۵۳۰۸ | 2005 YA137  | ۲۶ دسامبر ۲۰۰۵  |
| ۱۵۵۳۰۹ | 2005 YS141  | ۲۸ دسامبر ۲۰۰۵  |
| ۱۵۵۳۱۰ | 2005 YF156  | ۲۶ دسامبر ۲۰۰۵  |
| ۱۵۵۳۱۱ | 2005 YW159  | ۲۷ دسامبر ۲۰۰۵  |
| ۱۵۵۳۱۲ | 2005 YC168  | ۲۸ دسامبر ۲۰۰۵  |
| ۱۵۵۳۱۳ | 2005 YZ170  | ۲۹ دسامبر ۲۰۰۵  |
| ۱۵۵۳۱۴ | 2005 YW206  | ۲۷ دسامبر ۲۰۰۵  |
| ۱۵۵۳۱۵ | 2005 YM219  | ۳۱ دسامبر ۲۰۰۵  |
| ۱۵۵۳۱۶ | 2005 YP275  | ۲۱ دسامبر ۲۰۰۵  |
| ۱۵۵۳۱۷ | 2005 YU283  | ۲۸ دسامبر ۲۰۰۵  |
| ۱۵۵۳۱۸ | 2006 AP18   | ۵ ژانویه ۲۰۰۶   |
| ۱۵۵۳۱۹ | 2006 AC31   | ۵ ژانویه ۲۰۰۶   |
| ۱۵۵۳۲۰ | 2006 AC32   | ۵ ژانویه ۲۰۰۶   |
| ۱۵۵۳۲۱ | 2006 AA55   | ۵ ژانویه ۲۰۰۶   |
| ۱۵۵۳۲۲ | 2006 AR56   | ۷ ژانویه ۲۰۰۶   |
| ۱۵۵۳۲۳ | 2006 AD70   | ۶ ژانویه ۲۰۰۶   |
| ۱۵۵۳۲۴ | 2006 AY81   | ۵ ژانویه ۲۰۰۶   |
| ۱۵۵۳۲۵ | 2006 AG86   | ۲ ژانویه ۲۰۰۶   |
| ۱۵۵۳۲۶ | 2006 AN97   | ۶ ژانویه ۲۰۰۶   |
| ۱۵۵۳۲۷ | 2006 AV99   | ۶ ژانویه ۲۰۰۶   |
| ۱۵۵۳۲۸ | 2006 BG13   | ۲۲ ژانویه ۲۰۰۶  |
| ۱۵۵۳۲۹ | 2006 BJ43   | ۲۳ ژانویه ۲۰۰۶  |
| ۱۵۵۳۳۰ | 2006 BN61   | ۲۲ ژانویه ۲۰۰۶  |
| ۱۵۵۳۳۱ | 2006 BD104  | ۲۴ ژانویه ۲۰۰۶  |
| ۱۵۵۳۳۲ | 2006 BA157  | ۲۵ ژانویه ۲۰۰۶  |
| ۱۵۵۳۳۳ | 2006 BK196  | ۳۰ ژانویه ۲۰۰۶  |
| ۱۵۵۳۳۴ | 2006 DZ169  | ۲۷ فوریه ۲۰۰۶   |
| ۱۵۵۳۳۴ | 2006 EV     | ۴ مارس ۲۰۰۶     |
| ۱۵۵۳۳۶ | 2006 GA1    | ۲ آوریل ۲۰۰۶    |
| ۱۵۵۳۳۷ | 2006 KH89   | ۲۹ مه ۲۰۰۶      |
| ۱۵۵۳۳۸ | 2006 MZ1    | ۲۰ ژوئن ۲۰۰۶    |
| ۱۵۵۳۳۹ | 2006 RD83   | ۱۵ سپتامبر ۲۰۰۶ |
| ۱۵۵۳۴۰ | 2006 SK198  | ۲۸ سپتامبر ۲۰۰۶ |
| ۱۵۵۳۴۱ | 2006 SA218  | ۳۰ سپتامبر ۲۰۰۶ |
| ۱۵۵۳۴۲ | 2006 XD40   | ۱۲ دسامبر ۲۰۰۶  |
| ۱۵۵۳۴۳ | 2006 YU6    | ۲۰ دسامبر ۲۰۰۶  |
| ۱۵۵۳۴۴ | 2007 AP14   | ۹ ژانویه ۲۰۰۷   |
| ۱۵۵۳۴۵ | 2007 AR14   | ۹ ژانویه ۲۰۰۷   |
| ۱۵۵۳۴۶ | 2007 AH23   | ۱۰ ژانویه ۲۰۰۷  |
| ۱۵۵۳۴۷ | 2007 BU31   | ۲۳ ژانویه ۲۰۰۷  |
| ۱۵۵۳۴۸ | 2007 BE44   | ۲۴ ژانویه ۲۰۰۷  |
| ۱۵۵۳۴۹ | 2007 CL17   | ۸ فوریه ۲۰۰۷    |
| ۱۵۵۳۵۰ | 2007 CN21   | ۶ فوریه ۲۰۰۷    |
| ۱۵۵۳۵۱ | 2007 CY24   | ۸ فوریه ۲۰۰۷    |
| ۱۵۵۳۵۲ | 2007 CA25   | ۸ فوریه ۲۰۰۷    |
| ۱۵۵۳۵۳ | 2007 CM25   | ۸ فوریه ۲۰۰۷    |
| ۱۵۵۳۵۴ | 2007 CE27   | ۹ فوریه ۲۰۰۷    |
| ۱۵۵۳۵۵ | 2007 DU2    | ۱۶ فوریه ۲۰۰۷   |
| ۱۵۵۳۵۵ | 2707 P-L    | ۲۴ سپتامبر ۱۹۶۰ |
| ۱۵۵۳۵۵ | 6096 P-L    | ۲۴ سپتامبر ۱۹۶۰ |
| ۱۵۵۳۵۵ | 6231 P-L    | ۲۴ سپتامبر ۱۹۶۰ |
| ۱۵۵۳۵۵ | 6292 P-L    | ۲۴ سپتامبر ۱۹۶۰ |
| ۱۵۵۳۶۰ | 1031 T-2    | ۲۹ سپتامبر ۱۹۷۳ |
| ۱۵۵۳۶۱ | 1096 T-2    | ۲۹ سپتامبر ۱۹۷۳ |
| ۱۵۵۳۶۲ | 3127 T-3    | ۱۶ اکتبر ۱۹۷۷   |
| ۱۵۵۳۶۳ | 3207 T-3    | ۱۶ اکتبر ۱۹۷۷   |
| ۱۵۵۳۶۴ | 3402 T-3    | ۱۶ اکتبر ۱۹۷۷   |
| ۱۵۵۳۶۵ | 4308 T-3    | ۱۶ اکتبر ۱۹۷۷   |
| ۱۵۵۳۶۶ | 4557 T-3    | ۱۶ اکتبر ۱۹۷۷   |
| ۱۵۵۳۶۷ | 5095 T-3    | ۱۶ اکتبر ۱۹۷۷   |
| ۱۵۵۳۶۸ | 5120 T-3    | ۱۶ اکتبر ۱۹۷۷   |
| ۱۵۵۳۶۹ | 1981 EH15   | ۱ مارس ۱۹۸۱     |
| ۱۵۵۳۶۹ | 1988 TX     | ۱۳ اکتبر ۱۹۸۸   |
| ۱۵۵۳۷۱ | 1990 SB8    | ۲۲ سپتامبر ۱۹۹۰ |
| ۱۵۵۳۷۲ | 1991 TM15   | ۶ اکتبر ۱۹۹۱    |
| ۱۵۵۳۷۳ | 1991 TV16   | ۷ اکتبر ۱۹۹۱    |
| ۱۵۵۳۷۴ | 1991 VZ10   | ۵ نوامبر ۱۹۹۱   |
| ۱۵۵۳۷۵ | 1992 DP3    | ۲۶ فوریه ۱۹۹۲   |
| ۱۵۵۳۷۶ | 1992 RL5    | ۲ سپتامبر ۱۹۹۲  |
| ۱۵۵۳۷۷ | 1992 SW9    | ۲۷ سپتامبر ۱۹۹۲ |
| ۱۵۵۳۷۸ | 1993 FF9    | ۱۷ مارس ۱۹۹۳    |
| ۱۵۵۳۷۹ | 1993 FP50   | ۱۹ مارس ۱۹۹۳    |
| ۱۵۵۳۸۰ | 1993 FU56   | ۱۷ مارس ۱۹۹۳    |
| ۱۵۵۳۸۱ | 1993 FY64   | ۲۱ مارس ۱۹۹۳    |
| ۱۵۵۳۸۲ | 1993 TZ15   | ۹ اکتبر ۱۹۹۳    |
| ۱۵۵۳۸۳ | 1993 TC18   | ۹ اکتبر ۱۹۹۳    |
| ۱۵۵۳۸۴ | 1993 TZ19   | ۹ اکتبر ۱۹۹۳    |
| ۱۵۵۳۸۵ | 1993 UO6    | ۲۰ اکتبر ۱۹۹۳   |
| ۱۵۵۳۸۶ | 1994 AF6    | ۷ ژانویه ۱۹۹۴   |
| ۱۵۵۳۸۷ | 1994 AC9    | ۸ ژانویه ۱۹۹۴   |
| ۱۵۵۳۸۸ | 1994 AR10   | ۸ ژانویه ۱۹۹۴   |
| ۱۵۵۳۸۹ | 1994 CY3    | ۱۰ فوریه ۱۹۹۴   |
| ۱۵۵۳۹۰ | 1994 PP29   | ۱۲ اوت ۱۹۹۴     |
| ۱۵۵۳۹۱ | 1994 PG30   | ۱۲ اوت ۱۹۹۴     |
| ۱۵۵۳۹۲ | 1994 SE3    | ۲۸ سپتامبر ۱۹۹۴ |
| ۱۵۵۳۹۳ | 1995 BN5    | ۲۳ ژانویه ۱۹۹۵  |
| ۱۵۵۳۹۴ | 1995 CQ6    | ۱ فوریه ۱۹۹۵    |
| ۱۵۵۳۹۵ | 1995 SA5    | ۲۵ سپتامبر ۱۹۹۵ |
| ۱۵۵۳۹۶ | 1995 SS14   | ۱۸ سپتامبر ۱۹۹۵ |
| ۱۵۵۳۹۷ | 1995 SA19   | ۱۸ سپتامبر ۱۹۹۵ |
| ۱۵۵۳۹۸ | 1995 SS31   | ۲۱ سپتامبر ۱۹۹۵ |
| ۱۵۵۳۹۹ | 1995 SB47   | ۲۶ سپتامبر ۱۹۹۵ |
| ۱۵۵۴۰۰ | 1995 UD1    | ۲۱ اکتبر ۱۹۹۵   |
| ۱۵۵۴۰۱ | 1995 UM14   | ۱۷ اکتبر ۱۹۹۵   |
| ۱۵۵۴۰۲ | 1995 UZ17   | ۱۸ اکتبر ۱۹۹۵   |
| ۱۵۵۴۰۳ | 1995 UC19   | ۱۹ اکتبر ۱۹۹۵   |
| ۱۵۵۴۰۴ | 1995 UX38   | ۲۲ اکتبر ۱۹۹۵   |
| ۱۵۵۴۰۵ | 1995 VH9    | ۱۴ نوامبر ۱۹۹۵  |
| ۱۵۵۴۰۶ | 1995 VS9    | ۱۵ نوامبر ۱۹۹۵  |
| ۱۵۵۴۰۷ | 1995 XB4    | ۱۴ دسامبر ۱۹۹۵  |
| ۱۵۵۴۰۸ | 1995 YF7    | ۱۶ دسامبر ۱۹۹۵  |
| ۱۵۵۴۰۹ | 1995 YN7    | ۱۶ دسامبر ۱۹۹۵  |
| ۱۵۵۴۱۰ | 1996 CE2    | ۱۵ فوریه ۱۹۹۶   |
| ۱۵۵۴۱۱ | 1996 DG3    | ۲۸ فوریه ۱۹۹۶   |
| ۱۵۵۴۱۲ | 1996 FO10   | ۲۰ مارس ۱۹۹۶    |
| ۱۵۵۴۱۳ | 1996 HS19   | ۱۸ آوریل ۱۹۹۶   |
| ۱۵۵۴۱۴ | 1996 HQ24   | ۲۰ آوریل ۱۹۹۶   |
| ۱۵۵۴۱۵ | 1996 JZ5    | ۱۱ مه ۱۹۹۶      |
| ۱۵۵۴۱۶ | 1996 KJ2    | ۱۷ مه ۱۹۹۶      |
| ۱۵۵۴۱۷ | 1996 RC7    | ۵ سپتامبر ۱۹۹۶  |
| ۱۵۵۴۱۸ | 1996 SQ2    | ۱۹ سپتامبر ۱۹۹۶ |
| ۱۵۵۴۱۹ | 1996 TG34   | ۱۰ اکتبر ۱۹۹۶   |
| ۱۵۵۴۲۰ | 1996 VJ10   | ۴ نوامبر ۱۹۹۶   |
| ۱۵۵۴۲۱ | 1996 VT22   | ۹ نوامبر ۱۹۹۶   |
| ۱۵۵۴۲۲ | 1996 XR16   | ۴ دسامبر ۱۹۹۶   |
| ۱۵۵۴۲۳ | 1997 AZ19   | ۱۰ ژانویه ۱۹۹۷  |
| ۱۵۵۴۲۴ | 1997 BL5    | ۳۱ ژانویه ۱۹۹۷  |
| ۱۵۵۴۲۵ | 1997 ER6    | ۳ مارس ۱۹۹۷     |
| ۱۵۵۴۲۶ | 1997 GU13   | ۳ آوریل ۱۹۹۷    |
| ۱۵۵۴۲۷ | 1997 LO5    | ۱ ژوئن ۱۹۹۷     |
| ۱۵۵۴۲۸ | 1997 MU2    | ۲۸ ژوئن ۱۹۹۷    |
| ۱۵۵۴۲۹ | 1997 MB8    | ۲۹ ژوئن ۱۹۹۷    |
| ۱۵۵۴۳۰ | 1997 NS5    | ۷ ژوئیه ۱۹۹۷    |
| ۱۵۵۴۳۱ | 1997 QL2    | ۳۰ اوت ۱۹۹۷     |
| ۱۵۵۴۳۲ | 1997 SS2    | ۲۵ سپتامبر ۱۹۹۷ |
| ۱۵۵۴۳۳ | 1997 UQ4    | ۱۸ اکتبر ۱۹۹۷   |
| ۱۵۵۴۳۴ | 1997 VQ8    | ۳ نوامبر ۱۹۹۷   |
| ۱۵۵۴۳۵ | 1997 WN6    | ۲۳ نوامبر ۱۹۹۷  |
| ۱۵۵۴۳۶ | 1997 WZ24   | ۲۸ نوامبر ۱۹۹۷  |
| ۱۵۵۴۳۶ | 1998 DE     | ۱۷ فوریه ۱۹۹۸   |
| ۱۵۵۴۳۸ | Velasquez   | ۱۸ فوریه ۱۹۹۸   |
| ۱۵۵۴۳۹ | 1998 DF24   | ۲۱ فوریه ۱۹۹۸   |
| ۱۵۵۴۴۰ | 1998 FN8    | ۲۱ مارس ۱۹۹۸    |
| ۱۵۵۴۴۱ | 1998 FP10   | ۲۴ مارس ۱۹۹۸    |
| ۱۵۵۴۴۲ | 1998 HN9    | ۱۸ آوریل ۱۹۹۸   |
| ۱۵۵۴۴۳ | 1998 HX14   | ۱۷ آوریل ۱۹۹۸   |
| ۱۵۵۴۴۴ | 1998 HJ35   | ۲۰ آوریل ۱۹۹۸   |
| ۱۵۵۴۴۵ | 1998 HL35   | ۲۰ آوریل ۱۹۹۸   |
| ۱۵۵۴۴۶ | 1998 HK40   | ۲۰ آوریل ۱۹۹۸   |
| ۱۵۵۴۴۷ | 1998 HN41   | ۱۹ آوریل ۱۹۹۸   |
| ۱۵۵۴۴۸ | 1998 HB43   | ۲۴ آوریل ۱۹۹۸   |
| ۱۵۵۴۴۹ | 1998 HV94   | ۲۱ آوریل ۱۹۹۸   |
| ۱۵۵۴۵۰ | 1998 HT119  | ۲۳ آوریل ۱۹۹۸   |
| ۱۵۵۴۵۱ | 1998 HV134  | ۱۹ آوریل ۱۹۹۸   |
| ۱۵۵۴۵۲ | 1998 HN150  | ۲۰ آوریل ۱۹۹۸   |
| ۱۵۵۴۵۳ | 1998 HS154  | ۱۹ آوریل ۱۹۹۸   |
| ۱۵۵۴۵۴ | 1998 MU18   | ۱۹ ژوئن ۱۹۹۸    |
| ۱۵۵۴۵۵ | 1998 ML24   | ۲۹ ژوئن ۱۹۹۸    |
| ۱۵۵۴۵۶ | 1998 QQ62   | ۲۷ اوت ۱۹۹۸     |
| ۱۵۵۴۵۷ | 1998 QK103  | ۲۶ اوت ۱۹۹۸     |
| ۱۵۵۴۵۸ | 1998 QL111  | ۱۷ اوت ۱۹۹۸     |
| ۱۵۵۴۵۹ | 1998 RS6    | ۱۲ سپتامبر ۱۹۹۸ |
| ۱۵۵۴۶۰ | 1998 RB14   | ۱۴ سپتامبر ۱۹۹۸ |
| ۱۵۵۴۶۱ | 1998 RV37   | ۱۴ سپتامبر ۱۹۹۸ |
| ۱۵۵۴۶۲ | 1998 RG42   | ۱۴ سپتامبر ۱۹۹۸ |
| ۱۵۵۴۶۳ | 1998 RM53   | ۱۴ سپتامبر ۱۹۹۸ |
| ۱۵۵۴۶۴ | 1998 RU70   | ۱۴ سپتامبر ۱۹۹۸ |
| ۱۵۵۴۶۵ | 1998 RE79   | ۱۴ سپتامبر ۱۹۹۸ |
| ۱۵۵۴۶۶ | 1998 SJ9    | ۱۷ سپتامبر ۱۹۹۸ |
| ۱۵۵۴۶۷ | 1998 SO20   | ۲۱ سپتامبر ۱۹۹۸ |
| ۱۵۵۴۶۸ | 1998 SM65   | ۲۰ سپتامبر ۱۹۹۸ |
| ۱۵۵۴۶۹ | 1998 SB81   | ۲۶ سپتامبر ۱۹۹۸ |
| ۱۵۵۴۷۰ | 1998 SH88   | ۲۶ سپتامبر ۱۹۹۸ |
| ۱۵۵۴۷۱ | 1998 SC97   | ۲۶ سپتامبر ۱۹۹۸ |
| ۱۵۵۴۷۲ | 1998 SY98   | ۲۶ سپتامبر ۱۹۹۸ |
| ۱۵۵۴۷۳ | 1998 SW104  | ۲۶ سپتامبر ۱۹۹۸ |
| ۱۵۵۴۷۴ | 1998 SO124  | ۲۶ سپتامبر ۱۹۹۸ |
| ۱۵۵۴۷۵ | 1998 SP131  | ۲۶ سپتامبر ۱۹۹۸ |
| ۱۵۵۴۷۶ | 1998 SX141  | ۲۶ سپتامبر ۱۹۹۸ |
| ۱۵۵۴۷۷ | 1998 SG149  | ۲۶ سپتامبر ۱۹۹۸ |
| ۱۵۵۴۷۸ | 1998 SY162  | ۲۶ سپتامبر ۱۹۹۸ |
| ۱۵۵۴۷۹ | 1998 TG2    | ۱۳ اکتبر ۱۹۹۸   |
| ۱۵۵۴۸۰ | 1998 TK2    | ۱۳ اکتبر ۱۹۹۸   |
| ۱۵۵۴۸۱ | 1998 TJ25   | ۱۴ اکتبر ۱۹۹۸   |
| ۱۵۵۴۸۲ | 1998 TF38   | ۱۰ اکتبر ۱۹۹۸   |
| ۱۵۵۴۸۳ | 1998 UC27   | ۱۸ اکتبر ۱۹۹۸   |
| ۱۵۵۴۸۴ | 1998 US34   | ۲۸ اکتبر ۱۹۹۸   |
| ۱۵۵۴۸۵ | 1998 VY11   | ۱۰ نوامبر ۱۹۹۸  |
| ۱۵۵۴۸۶ | 1998 VT56   | ۱۱ نوامبر ۱۹۹۸  |
| ۱۵۵۴۸۷ | 1998 WP8    | ۲۷ نوامبر ۱۹۹۸  |
| ۱۵۵۴۸۸ | 1998 WJ35   | ۱۸ نوامبر ۱۹۹۸  |
| ۱۵۵۴۸۹ | 1998 XA8    | ۹ دسامبر ۱۹۹۸   |
| ۱۵۵۴۹۰ | 1998 XF27   | ۱۵ دسامبر ۱۹۹۸  |
| ۱۵۵۴۹۱ | 1998 YR7    | ۲۴ دسامبر ۱۹۹۸  |
| ۱۵۵۴۹۲ | 1999 AD15   | ۸ ژانویه ۱۹۹۹   |
| ۱۵۵۴۹۳ | 1999 BZ26   | ۱۶ ژانویه ۱۹۹۹  |
| ۱۵۵۴۹۴ | 1999 CY16   | ۱۰ فوریه ۱۹۹۹   |
| ۱۵۵۴۹۵ | 1999 CW33   | ۱۰ فوریه ۱۹۹۹   |
| ۱۵۵۴۹۶ | 1999 CF34   | ۱۰ فوریه ۱۹۹۹   |
| ۱۵۵۴۹۷ | 1999 CL91   | ۱۰ فوریه ۱۹۹۹   |
| ۱۵۵۴۹۸ | 1999 CO102  | ۱۲ فوریه ۱۹۹۹   |
| ۱۵۵۴۹۹ | 1999 EU6    | ۱۴ مارس ۱۹۹۹    |
| ۱۵۵۵۰۰ | 1999 EN12   | ۱۵ مارس ۱۹۹۹    |
| ۱۵۵۵۰۱ | 1999 JX96   | ۱۲ مه ۱۹۹۹      |
| ۱۵۵۵۰۲ | 1999 JP97   | ۱۲ مه ۱۹۹۹      |
| ۱۵۵۵۰۳ | 1999 LP5    | ۱۱ ژوئن ۱۹۹۹    |
| ۱۵۵۵۰۴ | 1999 LC7    | ۹ ژوئن ۱۹۹۹     |
| ۱۵۵۵۰۵ | 1999 NR32   | ۱۴ ژوئیه ۱۹۹۹   |
| ۱۵۵۵۰۶ | 1999 NM40   | ۱۴ ژوئیه ۱۹۹۹   |
| ۱۵۵۵۰۷ | 1999 RE5    | ۳ سپتامبر ۱۹۹۹  |
| ۱۵۵۵۰۸ | 1999 RF22   | ۷ سپتامبر ۱۹۹۹  |
| ۱۵۵۵۰۹ | 1999 RP73   | ۷ سپتامبر ۱۹۹۹  |
| ۱۵۵۵۱۰ | 1999 RR73   | ۷ سپتامبر ۱۹۹۹  |
| ۱۵۵۵۱۱ | 1999 RU143  | ۹ سپتامبر ۱۹۹۹  |
| ۱۵۵۵۱۲ | 1999 RH162  | ۹ سپتامبر ۱۹۹۹  |
| ۱۵۵۵۱۳ | 1999 RB172  | ۹ سپتامبر ۱۹۹۹  |
| ۱۵۵۵۱۴ | 1999 RT172  | ۹ سپتامبر ۱۹۹۹  |
| ۱۵۵۵۱۵ | 1999 RZ190  | ۱۰ سپتامبر ۱۹۹۹ |
| ۱۵۵۵۱۶ | 1999 RG204  | ۸ سپتامبر ۱۹۹۹  |
| ۱۵۵۵۱۷ | 1999 RH213  | ۱۲ سپتامبر ۱۹۹۹ |
| ۱۵۵۵۱۸ | 1999 RS217  | ۳ سپتامبر ۱۹۹۹  |
| ۱۵۵۵۱۹ | 1999 RS251  | ۸ سپتامبر ۱۹۹۹  |
| ۱۵۵۵۲۰ | 1999 TH10   | ۸ اکتبر ۱۹۹۹    |
| ۱۵۵۵۲۱ | 1999 TM26   | ۳ اکتبر ۱۹۹۹    |
| ۱۵۵۵۲۲ | 1999 TF28   | ۳ اکتبر ۱۹۹۹    |
| ۱۵۵۵۲۳ | 1999 TJ36   | ۱۱ اکتبر ۱۹۹۹   |
| ۱۵۵۵۲۴ | 1999 TL57   | ۶ اکتبر ۱۹۹۹    |
| ۱۵۵۵۲۵ | 1999 TR61   | ۷ اکتبر ۱۹۹۹    |
| ۱۵۵۵۲۶ | 1999 TV64   | ۸ اکتبر ۱۹۹۹    |
| ۱۵۵۵۲۷ | 1999 TU72   | ۹ اکتبر ۱۹۹۹    |
| ۱۵۵۵۲۸ | 1999 TX85   | ۱۴ اکتبر ۱۹۹۹   |
| ۱۵۵۵۲۹ | 1999 TZ119  | ۴ اکتبر ۱۹۹۹    |
| ۱۵۵۵۳۰ | 1999 TS121  | ۱۵ اکتبر ۱۹۹۹   |
| ۱۵۵۵۳۱ | 1999 TB129  | ۶ اکتبر ۱۹۹۹    |
| ۱۵۵۵۳۲ | 1999 TR133  | ۶ اکتبر ۱۹۹۹    |
| ۱۵۵۵۳۳ | 1999 TU135  | ۶ اکتبر ۱۹۹۹    |
| ۱۵۵۵۳۴ | 1999 TY145  | ۷ اکتبر ۱۹۹۹    |
| ۱۵۵۵۳۵ | 1999 TR177  | ۱۰ اکتبر ۱۹۹۹   |
| ۱۵۵۵۳۶ | 1999 TO196  | ۱۲ اکتبر ۱۹۹۹   |
| ۱۵۵۵۳۷ | 1999 TL204  | ۱۳ اکتبر ۱۹۹۹   |
| ۱۵۵۵۳۸ | 1999 TC207  | ۱۴ اکتبر ۱۹۹۹   |
| ۱۵۵۵۳۹ | 1999 TU221  | ۱ اکتبر ۱۹۹۹    |
| ۱۵۵۵۴۰ | 1999 TN224  | ۱ اکتبر ۱۹۹۹    |
| ۱۵۵۵۴۱ | 1999 TJ250  | ۹ اکتبر ۱۹۹۹    |
| ۱۵۵۵۴۲ | 1999 TE260  | ۱۰ اکتبر ۱۹۹۹   |
| ۱۵۵۵۴۳ | 1999 TC264  | ۱۵ اکتبر ۱۹۹۹   |
| ۱۵۵۵۴۴ | 1999 TX284  | ۹ اکتبر ۱۹۹۹    |
| ۱۵۵۵۴۵ | 1999 TH306  | ۶ اکتبر ۱۹۹۹    |
| ۱۵۵۵۴۶ | 1999 TP310  | ۴ اکتبر ۱۹۹۹    |
| ۱۵۵۵۴۷ | 1999 UZ14   | ۲۹ اکتبر ۱۹۹۹   |
| ۱۵۵۵۴۸ | 1999 UU21   | ۳۱ اکتبر ۱۹۹۹   |
| ۱۵۵۵۴۹ | 1999 UC29   | ۳۱ اکتبر ۱۹۹۹   |
| ۱۵۵۵۵۰ | 1999 UK31   | ۳۱ اکتبر ۱۹۹۹   |
| ۱۵۵۵۵۱ | 1999 UL47   | ۲۹ اکتبر ۱۹۹۹   |
| ۱۵۵۵۵۲ | 1999 UA48   | ۳۰ اکتبر ۱۹۹۹   |
| ۱۵۵۵۵۳ | 1999 UY56   | ۲۹ اکتبر ۱۹۹۹   |
| ۱۵۵۵۵۴ | 1999 VW57   | ۴ نوامبر ۱۹۹۹   |
| ۱۵۵۵۵۵ | 1999 VM59   | ۴ نوامبر ۱۹۹۹   |
| ۱۵۵۵۵۶ | 1999 VP80   | ۴ نوامبر ۱۹۹۹   |
| ۱۵۵۵۵۷ | 1999 VW96   | ۹ نوامبر ۱۹۹۹   |
| ۱۵۵۵۵۸ | 1999 VO127  | ۹ نوامبر ۱۹۹۹   |
| ۱۵۵۵۵۹ | 1999 VB147  | ۱۲ نوامبر ۱۹۹۹  |
| ۱۵۵۵۶۰ | 1999 VD159  | ۱۴ نوامبر ۱۹۹۹  |
| ۱۵۵۵۶۱ | 1999 VL161  | ۱۴ نوامبر ۱۹۹۹  |
| ۱۵۵۵۶۲ | 1999 VD183  | ۹ نوامبر ۱۹۹۹   |
| ۱۵۵۵۶۳ | 1999 VR197  | ۳ نوامبر ۱۹۹۹   |
| ۱۵۵۵۶۴ | 1999 VD204  | ۵ نوامبر ۱۹۹۹   |
| ۱۵۵۵۶۵ | 1999 VX209  | ۱۲ نوامبر ۱۹۹۹  |
| ۱۵۵۵۶۶ | 1999 VY209  | ۱۲ نوامبر ۱۹۹۹  |
| ۱۵۵۵۶۷ | 1999 WX15   | ۲۹ نوامبر ۱۹۹۹  |
| ۱۵۵۵۶۸ | 1999 WN17   | ۳۰ نوامبر ۱۹۹۹  |
| ۱۵۵۵۶۹ | 1999 WU17   | ۳۰ نوامبر ۱۹۹۹  |
| ۱۵۵۵۷۰ | 1999 WE24   | ۲۸ نوامبر ۱۹۹۹  |
| ۱۵۵۵۷۱ | 1999 XC29   | ۶ دسامبر ۱۹۹۹   |
| ۱۵۵۵۷۲ | 1999 XX47   | ۷ دسامبر ۱۹۹۹   |
| ۱۵۵۵۷۳ | 1999 XG66   | ۷ دسامبر ۱۹۹۹   |
| ۱۵۵۵۷۴ | 1999 XX73   | ۷ دسامبر ۱۹۹۹   |
| ۱۵۵۵۷۵ | 1999 XL78   | ۷ دسامبر ۱۹۹۹   |
| ۱۵۵۵۷۶ | 1999 XY128  | ۱۲ دسامبر ۱۹۹۹  |
| ۱۵۵۵۷۷ | 1999 XT135  | ۸ دسامبر ۱۹۹۹   |
| ۱۵۵۵۷۸ | 1999 XE145  | ۷ دسامبر ۱۹۹۹   |
| ۱۵۵۵۷۹ | 1999 XG219  | ۱۵ دسامبر ۱۹۹۹  |
| ۱۵۵۵۸۰ | 1999 XE232  | ۴ دسامبر ۱۹۹۹   |
| ۱۵۵۵۸۱ | 1999 YN2    | ۱۶ دسامبر ۱۹۹۹  |
| ۱۵۵۵۸۲ | 1999 YN15   | ۳۱ دسامبر ۱۹۹۹  |
| ۱۵۵۵۸۳ | 2000 AY148  | ۷ ژانویه ۲۰۰۰   |
| ۱۵۵۵۸۴ | 2000 AF157  | ۳ ژانویه ۲۰۰۰   |
| ۱۵۵۵۸۵ | 2000 AJ166  | ۸ ژانویه ۲۰۰۰   |
| ۱۵۵۵۸۶ | 2000 AU182  | ۷ ژانویه ۲۰۰۰   |
| ۱۵۵۵۸۷ | 2000 AN205  | ۱۵ ژانویه ۲۰۰۰  |
| ۱۵۵۵۸۸ | 2000 AQ209  | ۵ ژانویه ۲۰۰۰   |
| ۱۵۵۵۸۹ | 2000 AJ249  | ۳ ژانویه ۲۰۰۰   |
| ۱۵۵۵۹۰ | 2000 BZ9    | ۲۶ ژانویه ۲۰۰۰  |
| ۱۵۵۵۹۱ | 2000 BK34   | ۳۰ ژانویه ۲۰۰۰  |
| ۱۵۵۵۹۱ | 2000 CK     | ۲ فوریه ۲۰۰۰    |
| ۱۵۵۵۹۳ | 2000 CK15   | ۲ فوریه ۲۰۰۰    |
| ۱۵۵۵۹۴ | 2000 CP22   | ۲ فوریه ۲۰۰۰    |
| ۱۵۵۵۹۵ | 2000 CL31   | ۲ فوریه ۲۰۰۰    |
| ۱۵۵۵۹۶ | 2000 CB42   | ۲ فوریه ۲۰۰۰    |
| ۱۵۵۵۹۷ | 2000 CE61   | ۲ فوریه ۲۰۰۰    |
| ۱۵۵۵۹۸ | 2000 CR69   | ۱ فوریه ۲۰۰۰    |
| ۱۵۵۵۹۹ | 2000 CL74   | ۸ فوریه ۲۰۰۰    |
| ۱۵۵۶۰۰ | 2000 CC81   | ۴ فوریه ۲۰۰۰    |
| ۱۵۵۶۰۱ | 2000 CY97   | ۷ فوریه ۲۰۰۰    |
| ۱۵۵۶۰۲ | 2000 CS111  | ۶ فوریه ۲۰۰۰    |
| ۱۵۵۶۰۳ | 2000 CB138  | ۴ فوریه ۲۰۰۰    |
| ۱۵۵۶۰۴ | 2000 DP20   | ۲۹ فوریه ۲۰۰۰   |
| ۱۵۵۶۰۵ | 2000 DO40   | ۲۹ فوریه ۲۰۰۰   |
| ۱۵۵۶۰۶ | 2000 DW44   | ۲۹ فوریه ۲۰۰۰   |
| ۱۵۵۶۰۷ | 2000 DG55   | ۲۹ فوریه ۲۰۰۰   |
| ۱۵۵۶۰۸ | 2000 DN75   | ۲۹ فوریه ۲۰۰۰   |
| ۱۵۵۶۰۹ | 2000 DJ83   | ۲۸ فوریه ۲۰۰۰   |
| ۱۵۵۶۱۰ | 2000 DQ87   | ۲۹ فوریه ۲۰۰۰   |
| ۱۵۵۶۱۱ | 2000 DA107  | ۲۹ فوریه ۲۰۰۰   |
| ۱۵۵۶۱۲ | 2000 DW109  | ۲۹ فوریه ۲۰۰۰   |
| ۱۵۵۶۱۳ | 2000 EW13   | ۵ مارس ۲۰۰۰     |
| ۱۵۵۶۱۴ | 2000 EO23   | ۸ مارس ۲۰۰۰     |
| ۱۵۵۶۱۵ | 2000 ED60   | ۱۰ مارس ۲۰۰۰    |
| ۱۵۵۶۱۶ | 2000 EU66   | ۱۰ مارس ۲۰۰۰    |
| ۱۵۵۶۱۷ | 2000 EH68   | ۱۰ مارس ۲۰۰۰    |
| ۱۵۵۶۱۸ | 2000 EJ75   | ۹ مارس ۲۰۰۰     |
| ۱۵۵۶۱۹ | 2000 EF100  | ۱۲ مارس ۲۰۰۰    |
| ۱۵۵۶۲۰ | 2000 ER100  | ۱۲ مارس ۲۰۰۰    |
| ۱۵۵۶۲۱ | 2000 EV101  | ۱۴ مارس ۲۰۰۰    |
| ۱۵۵۶۲۲ | 2000 EE145  | ۳ مارس ۲۰۰۰     |
| ۱۵۵۶۲۳ | 2000 EY149  | ۵ مارس ۲۰۰۰     |
| ۱۵۵۶۲۴ | 2000 EO180  | ۴ مارس ۲۰۰۰     |
| ۱۵۵۶۲۵ | 2000 FO2    | ۲۶ مارس ۲۰۰۰    |
| ۱۵۵۶۲۶ | 2000 FX14   | ۲۹ مارس ۲۰۰۰    |
| ۱۵۵۶۲۷ | 2000 FY17   | ۲۹ مارس ۲۰۰۰    |
| ۱۵۵۶۲۸ | 2000 FG29   | ۲۷ مارس ۲۰۰۰    |
| ۱۵۵۶۲۹ | 2000 FP40   | ۲۹ مارس ۲۰۰۰    |
| ۱۵۵۶۳۰ | 2000 FS46   | ۲۹ مارس ۲۰۰۰    |
| ۱۵۵۶۳۱ | 2000 FH72   | ۲۵ مارس ۲۰۰۰    |
| ۱۵۵۶۳۲ | 2000 FQ73   | ۲۵ مارس ۲۰۰۰    |
| ۱۵۵۶۳۲ | 2000 GE     | ۱ آوریل ۲۰۰۰    |
| ۱۵۵۶۳۴ | 2000 GJ2    | ۵ آوریل ۲۰۰۰    |
| ۱۵۵۶۳۵ | 2000 GL4    | ۴ آوریل ۲۰۰۰    |
| ۱۵۵۶۳۶ | 2000 GP10   | ۵ آوریل ۲۰۰۰    |
| ۱۵۵۶۳۷ | 2000 GZ21   | ۵ آوریل ۲۰۰۰    |
| ۱۵۵۶۳۸ | 2000 GD23   | ۵ آوریل ۲۰۰۰    |
| ۱۵۵۶۳۹ | 2000 GU38   | ۵ آوریل ۲۰۰۰    |
| ۱۵۵۶۴۰ | 2000 GJ39   | ۵ آوریل ۲۰۰۰    |
| ۱۵۵۶۴۱ | 2000 GT40   | ۵ آوریل ۲۰۰۰    |
| ۱۵۵۶۴۲ | 2000 GQ46   | ۵ آوریل ۲۰۰۰    |
| ۱۵۵۶۴۳ | 2000 GZ47   | ۵ آوریل ۲۰۰۰    |
| ۱۵۵۶۴۴ | 2000 GY48   | ۵ آوریل ۲۰۰۰    |
| ۱۵۵۶۴۵ | 2000 GM52   | ۵ آوریل ۲۰۰۰    |
| ۱۵۵۶۴۶ | 2000 GT57   | ۵ آوریل ۲۰۰۰    |
| ۱۵۵۶۴۷ | 2000 GW63   | ۵ آوریل ۲۰۰۰    |
| ۱۵۵۶۴۸ | 2000 GN80   | ۸ آوریل ۲۰۰۰    |
| ۱۵۵۶۴۹ | 2000 GL88   | ۴ آوریل ۲۰۰۰    |
| ۱۵۵۶۵۰ | 2000 GK92   | ۵ آوریل ۲۰۰۰    |
| ۱۵۵۶۵۱ | 2000 GO98   | ۷ آوریل ۲۰۰۰    |
| ۱۵۵۶۵۲ | 2000 GK131  | ۷ آوریل ۲۰۰۰    |
| ۱۵۵۶۵۳ | 2000 GD132  | ۱۰ آوریل ۲۰۰۰   |
| ۱۵۵۶۵۴ | 2000 GT143  | ۷ آوریل ۲۰۰۰    |
| ۱۵۵۶۵۵ | 2000 GG144  | ۷ آوریل ۲۰۰۰    |
| ۱۵۵۶۵۶ | 2000 GY147  | ۵ آوریل ۲۰۰۰    |
| ۱۵۵۶۵۷ | 2000 GA152  | ۶ آوریل ۲۰۰۰    |
| ۱۵۵۶۵۸ | 2000 GQ159  | ۷ آوریل ۲۰۰۰    |
| ۱۵۵۶۵۹ | 2000 GE173  | ۳ آوریل ۲۰۰۰    |
| ۱۵۵۶۶۰ | 2000 HL3    | ۲۶ آوریل ۲۰۰۰   |
| ۱۵۵۶۶۱ | 2000 HE5    | ۲۸ آوریل ۲۰۰۰   |
| ۱۵۵۶۶۲ | 2000 HE7    | ۲۸ آوریل ۲۰۰۰   |
| ۱۵۵۶۶۳ | 2000 HM8    | ۲۷ آوریل ۲۰۰۰   |
| ۱۵۵۶۶۴ | 2000 HA16   | ۲۹ آوریل ۲۰۰۰   |
| ۱۵۵۶۶۵ | 2000 HP23   | ۳۰ آوریل ۲۰۰۰   |
| ۱۵۵۶۶۶ | 2000 HW26   | ۲۴ آوریل ۲۰۰۰   |
| ۱۵۵۶۶۷ | 2000 HQ28   | ۲۹ آوریل ۲۰۰۰   |
| ۱۵۵۶۶۸ | 2000 HC43   | ۲۹ آوریل ۲۰۰۰   |
| ۱۵۵۶۶۹ | 2000 HJ48   | ۲۹ آوریل ۲۰۰۰   |
| ۱۵۵۶۷۰ | 2000 HS53   | ۲۹ آوریل ۲۰۰۰   |
| ۱۵۵۶۷۱ | 2000 HU54   | ۲۹ آوریل ۲۰۰۰   |
| ۱۵۵۶۷۲ | 2000 HF60   | ۲۵ آوریل ۲۰۰۰   |
| ۱۵۵۶۷۳ | 2000 HL60   | ۲۵ آوریل ۲۰۰۰   |
| ۱۵۵۶۷۴ | 2000 HY64   | ۲۶ آوریل ۲۰۰۰   |
| ۱۵۵۶۷۵ | 2000 HO66   | ۲۶ آوریل ۲۰۰۰   |
| ۱۵۵۶۷۶ | 2000 HL94   | ۲۹ آوریل ۲۰۰۰   |
| ۱۵۵۶۷۷ | 2000 JE2    | ۳ مه ۲۰۰۰       |
| ۱۵۵۶۷۸ | 2000 JK2    | ۳ مه ۲۰۰۰       |
| ۱۵۵۶۷۹ | 2000 JP2    | ۴ مه ۲۰۰۰       |
| ۱۵۵۶۸۰ | 2000 JU10   | ۹ مه ۲۰۰۰       |
| ۱۵۵۶۸۱ | 2000 JN21   | ۶ مه ۲۰۰۰       |
| ۱۵۵۶۸۲ | 2000 JM46   | ۷ مه ۲۰۰۰       |
| ۱۵۵۶۸۳ | 2000 JG53   | ۹ مه ۲۰۰۰       |
| ۱۵۵۶۸۴ | 2000 JT54   | ۶ مه ۲۰۰۰       |
| ۱۵۵۶۸۵ | 2000 JF94   | ۴ مه ۲۰۰۰       |
| ۱۵۵۶۸۶ | 2000 KH26   | ۲۸ مه ۲۰۰۰      |
| ۱۵۵۶۸۷ | 2000 KB38   | ۲۴ مه ۲۰۰۰      |
| ۱۵۵۶۸۸ | 2000 KP49   | ۳۰ مه ۲۰۰۰      |
| ۱۵۵۶۸۹ | 2000 LV2    | ۴ ژوئن ۲۰۰۰     |
| ۱۵۵۶۹۰ | 2000 OO14   | ۲۳ ژوئیه ۲۰۰۰   |
| ۱۵۵۶۹۱ | 2000 OS22   | ۳۱ ژوئیه ۲۰۰۰   |
| ۱۵۵۶۹۲ | 2000 OV28   | ۳۰ ژوئیه ۲۰۰۰   |
| ۱۵۵۶۹۳ | 2000 OY45   | ۳۰ ژوئیه ۲۰۰۰   |
| ۱۵۵۶۹۴ | 2000 PA18   | ۱ اوت ۲۰۰۰      |
| ۱۵۵۶۹۵ | 2000 PP19   | ۱ اوت ۲۰۰۰      |
| ۱۵۵۶۹۶ | 2000 QH24   | ۲۵ اوت ۲۰۰۰     |
| ۱۵۵۶۹۷ | 2000 QP24   | ۲۵ اوت ۲۰۰۰     |
| ۱۵۵۶۹۸ | 2000 QS41   | ۲۴ اوت ۲۰۰۰     |
| ۱۵۵۶۹۹ | 2000 QR42   | ۲۴ اوت ۲۰۰۰     |
| ۱۵۵۷۰۰ | 2000 QE67   | ۲۸ اوت ۲۰۰۰     |
| ۱۵۵۷۰۱ | 2000 QS67   | ۲۸ اوت ۲۰۰۰     |
| ۱۵۵۷۰۲ | 2000 QJ69   | ۲۶ اوت ۲۰۰۰     |
| ۱۵۵۷۰۳ | 2000 QY77   | ۲۴ اوت ۲۰۰۰     |
| ۱۵۵۷۰۴ | 2000 QJ89   | ۲۵ اوت ۲۰۰۰     |
| ۱۵۵۷۰۵ | 2000 QZ104  | ۲۸ اوت ۲۰۰۰     |
| ۱۵۵۷۰۶ | 2000 QF122  | ۲۵ اوت ۲۰۰۰     |
| ۱۵۵۷۰۷ | 2000 QP123  | ۲۵ اوت ۲۰۰۰     |
| ۱۵۵۷۰۸ | 2000 QD138  | ۳۱ اوت ۲۰۰۰     |
| ۱۵۵۷۰۹ | 2000 QN147  | ۲۸ اوت ۲۰۰۰     |
| ۱۵۵۷۱۰ | 2000 QW150  | ۲۵ اوت ۲۰۰۰     |
| ۱۵۵۷۱۱ | 2000 QP160  | ۳۱ اوت ۲۰۰۰     |
| ۱۵۵۷۱۲ | 2000 QA175  | ۳۱ اوت ۲۰۰۰     |
| ۱۵۵۷۱۳ | 2000 QS185  | ۲۶ اوت ۲۰۰۰     |
| ۱۵۵۷۱۴ | 2000 QK187  | ۲۶ اوت ۲۰۰۰     |
| ۱۵۵۷۱۵ | 2000 QK191  | ۲۶ اوت ۲۰۰۰     |
| ۱۵۵۷۱۶ | 2000 QE196  | ۲۸ اوت ۲۰۰۰     |
| ۱۵۵۷۱۷ | 2000 QQ210  | ۳۱ اوت ۲۰۰۰     |
| ۱۵۵۷۱۸ | 2000 QT210  | ۳۱ اوت ۲۰۰۰     |
| ۱۵۵۷۱۹ | 2000 QD214  | ۳۱ اوت ۲۰۰۰     |
| ۱۵۵۷۲۰ | 2000 QF214  | ۳۱ اوت ۲۰۰۰     |
| ۱۵۵۷۲۱ | 2000 QQ214  | ۳۱ اوت ۲۰۰۰     |
| ۱۵۵۷۲۲ | 2000 QS222  | ۲۱ اوت ۲۰۰۰     |
| ۱۵۵۷۲۳ | 2000 QK229  | ۳۱ اوت ۲۰۰۰     |
| ۱۵۵۷۲۴ | 2000 QD244  | ۲۴ اوت ۲۰۰۰     |
| ۱۵۵۷۲۵ | 2000 RO8    | ۱ سپتامبر ۲۰۰۰  |
| ۱۵۵۷۲۶ | 2000 RL35   | ۱ سپتامبر ۲۰۰۰  |
| ۱۵۵۷۲۷ | 2000 RN40   | ۳ سپتامبر ۲۰۰۰  |
| ۱۵۵۷۲۸ | 2000 RP47   | ۳ سپتامبر ۲۰۰۰  |
| ۱۵۵۷۲۹ | 2000 RU63   | ۳ سپتامبر ۲۰۰۰  |
| ۱۵۵۷۳۰ | 2000 RQ64   | ۱ سپتامبر ۲۰۰۰  |
| ۱۵۵۷۳۱ | 2000 RH81   | ۱ سپتامبر ۲۰۰۰  |
| ۱۵۵۷۳۲ | 2000 RZ86   | ۲ سپتامبر ۲۰۰۰  |
| ۱۵۵۷۳۳ | 2000 RN89   | ۳ سپتامبر ۲۰۰۰  |
| ۱۵۵۷۳۴ | 2000 RJ97   | ۵ سپتامبر ۲۰۰۰  |
| ۱۵۵۷۳۵ | 2000 RZ101  | ۵ سپتامبر ۲۰۰۰  |
| ۱۵۵۷۳۶ | 2000 RN103  | ۵ سپتامبر ۲۰۰۰  |
| ۱۵۵۷۳۷ | 2000 SK6    | ۲۰ سپتامبر ۲۰۰۰ |
| ۱۵۵۷۳۸ | 2000 SB16   | ۲۳ سپتامبر ۲۰۰۰ |
| ۱۵۵۷۳۹ | 2000 SY30   | ۲۴ سپتامبر ۲۰۰۰ |
| ۱۵۵۷۴۰ | 2000 SF46   | ۲۲ سپتامبر ۲۰۰۰ |
| ۱۵۵۷۴۱ | 2000 SK56   | ۲۴ سپتامبر ۲۰۰۰ |
| ۱۵۵۷۴۲ | 2000 SH59   | ۲۴ سپتامبر ۲۰۰۰ |
| ۱۵۵۷۴۳ | 2000 SO60   | ۲۴ سپتامبر ۲۰۰۰ |
| ۱۵۵۷۴۴ | 2000 SC61   | ۲۴ سپتامبر ۲۰۰۰ |
| ۱۵۵۷۴۵ | 2000 SO67   | ۲۴ سپتامبر ۲۰۰۰ |
| ۱۵۵۷۴۶ | 2000 SX67   | ۲۴ سپتامبر ۲۰۰۰ |
| ۱۵۵۷۴۷ | 2000 SV93   | ۲۳ سپتامبر ۲۰۰۰ |
| ۱۵۵۷۴۸ | 2000 SV95   | ۲۳ سپتامبر ۲۰۰۰ |
| ۱۵۵۷۴۹ | 2000 SR97   | ۲۳ سپتامبر ۲۰۰۰ |
| ۱۵۵۷۵۰ | 2000 SK102  | ۲۴ سپتامبر ۲۰۰۰ |
| ۱۵۵۷۵۱ | 2000 SY102  | ۲۴ سپتامبر ۲۰۰۰ |
| ۱۵۵۷۵۲ | 2000 SP110  | ۲۴ سپتامبر ۲۰۰۰ |
| ۱۵۵۷۵۳ | 2000 SJ112  | ۲۴ سپتامبر ۲۰۰۰ |
| ۱۵۵۷۵۴ | 2000 SB118  | ۲۴ سپتامبر ۲۰۰۰ |
| ۱۵۵۷۵۵ | 2000 SK124  | ۲۴ سپتامبر ۲۰۰۰ |
| ۱۵۵۷۵۶ | 2000 SY127  | ۲۴ سپتامبر ۲۰۰۰ |
| ۱۵۵۷۵۷ | 2000 SY132  | ۲۳ سپتامبر ۲۰۰۰ |
| ۱۵۵۷۵۸ | 2000 SJ139  | ۲۳ سپتامبر ۲۰۰۰ |
| ۱۵۵۷۵۹ | 2000 SG140  | ۲۳ سپتامبر ۲۰۰۰ |
| ۱۵۵۷۶۰ | 2000 SP147  | ۲۴ سپتامبر ۲۰۰۰ |
| ۱۵۵۷۶۱ | 2000 SN161  | ۱۹ سپتامبر ۲۰۰۰ |
| ۱۵۵۷۶۲ | 2000 SC164  | ۲۴ سپتامبر ۲۰۰۰ |
| ۱۵۵۷۶۳ | 2000 SJ178  | ۲۸ سپتامبر ۲۰۰۰ |
| ۱۵۵۷۶۴ | 2000 SS178  | ۲۸ سپتامبر ۲۰۰۰ |
| ۱۵۵۷۶۵ | 2000 SM189  | ۲۲ سپتامبر ۲۰۰۰ |
| ۱۵۵۷۶۶ | 2000 SO223  | ۲۷ سپتامبر ۲۰۰۰ |
| ۱۵۵۷۶۷ | 2000 SZ228  | ۲۸ سپتامبر ۲۰۰۰ |
| ۱۵۵۷۶۸ | 2000 SC232  | ۲۶ سپتامبر ۲۰۰۰ |
| ۱۵۵۷۶۹ | 2000 ST232  | ۳۰ سپتامبر ۲۰۰۰ |
| ۱۵۵۷۷۰ | 2000 SF238  | ۲۵ سپتامبر ۲۰۰۰ |
| ۱۵۵۷۷۱ | 2000 SK238  | ۲۶ سپتامبر ۲۰۰۰ |
| ۱۵۵۷۷۲ | 2000 SM240  | ۲۵ سپتامبر ۲۰۰۰ |
| ۱۵۵۷۷۳ | 2000 ST240  | ۲۶ سپتامبر ۲۰۰۰ |
| ۱۵۵۷۷۴ | 2000 SS244  | ۲۴ سپتامبر ۲۰۰۰ |
| ۱۵۵۷۷۵ | 2000 SZ247  | ۲۴ سپتامبر ۲۰۰۰ |
| ۱۵۵۷۷۶ | 2000 SD275  | ۲۸ سپتامبر ۲۰۰۰ |
| ۱۵۵۷۷۷ | 2000 SY282  | ۲۳ سپتامبر ۲۰۰۰ |
| ۱۵۵۷۷۸ | 2000 SF287  | ۲۶ سپتامبر ۲۰۰۰ |
| ۱۵۵۷۷۹ | 2000 SQ290  | ۲۷ سپتامبر ۲۰۰۰ |
| ۱۵۵۷۸۰ | 2000 SM304  | ۳۰ سپتامبر ۲۰۰۰ |
| ۱۵۵۷۸۱ | 2000 SX311  | ۲۷ سپتامبر ۲۰۰۰ |
| ۱۵۵۷۸۲ | 2000 SG334  | ۲۶ سپتامبر ۲۰۰۰ |
| ۱۵۵۷۸۳ | 2000 SH338  | ۲۵ سپتامبر ۲۰۰۰ |
| ۱۵۵۷۸۴ | 2000 SH345  | ۱۹ سپتامبر ۲۰۰۰ |
| ۱۵۵۷۸۵ | 2000 SS351  | ۲۹ سپتامبر ۲۰۰۰ |
| ۱۵۵۷۸۶ | 2000 SD358  | ۲۸ سپتامبر ۲۰۰۰ |
| ۱۵۵۷۸۷ | 2000 SL365  | ۲۱ سپتامبر ۲۰۰۰ |
| ۱۵۵۷۸۸ | 2000 SR366  | ۲۳ سپتامبر ۲۰۰۰ |
| ۱۵۵۷۸۹ | 2000 TD9    | ۱ اکتبر ۲۰۰۰    |
| ۱۵۵۷۹۰ | 2000 TC10   | ۱ اکتبر ۲۰۰۰    |
| ۱۵۵۷۹۱ | 2000 TC15   | ۱ اکتبر ۲۰۰۰    |
| ۱۵۵۷۹۲ | 2000 TL26   | ۲ اکتبر ۲۰۰۰    |
| ۱۵۵۷۹۳ | 2000 TM37   | ۱ اکتبر ۲۰۰۰    |
| ۱۵۵۷۹۴ | 2000 TZ52   | ۱ اکتبر ۲۰۰۰    |
| ۱۵۵۷۹۵ | 2000 UG10   | ۲۴ اکتبر ۲۰۰۰   |
| ۱۵۵۷۹۶ | 2000 UQ13   | ۲۴ اکتبر ۲۰۰۰   |
| ۱۵۵۷۹۷ | 2000 UM39   | ۲۴ اکتبر ۲۰۰۰   |
| ۱۵۵۷۹۸ | 2000 UU40   | ۲۴ اکتبر ۲۰۰۰   |
| ۱۵۵۷۹۹ | 2000 UO45   | ۲۴ اکتبر ۲۰۰۰   |
| ۱۵۵۸۰۰ | 2000 UT54   | ۲۴ اکتبر ۲۰۰۰   |
| ۱۵۵۸۰۱ | 2000 UT61   | ۲۵ اکتبر ۲۰۰۰   |
| ۱۵۵۸۰۲ | 2000 UK65   | ۲۵ اکتبر ۲۰۰۰   |
| ۱۵۵۸۰۳ | 2000 UL108  | ۳۰ اکتبر ۲۰۰۰   |
| ۱۵۵۸۰۴ | 2000 VA14   | ۱ نوامبر ۲۰۰۰   |
| ۱۵۵۸۰۵ | 2000 VD26   | ۱ نوامبر ۲۰۰۰   |
| ۱۵۵۸۰۶ | 2000 VE28   | ۱ نوامبر ۲۰۰۰   |
| ۱۵۵۸۰۷ | 2000 VU29   | ۱ نوامبر ۲۰۰۰   |
| ۱۵۵۸۰۸ | 2000 VF54   | ۳ نوامبر ۲۰۰۰   |
| ۱۵۵۸۰۹ | 2000 VE58   | ۳ نوامبر ۲۰۰۰   |
| ۱۵۵۸۱۰ | 2000 VA60   | ۱ نوامبر ۲۰۰۰   |
| ۱۵۵۸۱۱ | 2000 WL20   | ۲۵ نوامبر ۲۰۰۰  |
| ۱۵۵۸۱۲ | 2000 WS20   | ۲۵ نوامبر ۲۰۰۰  |
| ۱۵۵۸۱۳ | 2000 WZ26   | ۲۶ نوامبر ۲۰۰۰  |
| ۱۵۵۸۱۴ | 2000 WY31   | ۲۰ نوامبر ۲۰۰۰  |
| ۱۵۵۸۱۵ | 2000 WU41   | ۲۰ نوامبر ۲۰۰۰  |
| ۱۵۵۸۱۶ | 2000 WK67   | ۲۷ نوامبر ۲۰۰۰  |
| ۱۵۵۸۱۷ | 2000 WR74   | ۲۰ نوامبر ۲۰۰۰  |
| ۱۵۵۸۱۸ | 2000 WK89   | ۲۱ نوامبر ۲۰۰۰  |
| ۱۵۵۸۱۹ | 2000 WS90   | ۲۱ نوامبر ۲۰۰۰  |
| ۱۵۵۸۲۰ | 2000 WA95   | ۲۱ نوامبر ۲۰۰۰  |
| ۱۵۵۸۲۱ | 2000 WM126  | ۱۶ نوامبر ۲۰۰۰  |
| ۱۵۵۸۲۲ | 2000 WP130  | ۲۰ نوامبر ۲۰۰۰  |
| ۱۵۵۸۲۳ | 2000 WA151  | ۲۰ نوامبر ۲۰۰۰  |
| ۱۵۵۸۲۴ | 2000 WP158  | ۳۰ نوامبر ۲۰۰۰  |
| ۱۵۵۸۲۵ | 2000 WW161  | ۲۰ نوامبر ۲۰۰۰  |
| ۱۵۵۸۲۶ | 2000 WL172  | ۲۵ نوامبر ۲۰۰۰  |
| ۱۵۵۸۲۷ | 2000 WA178  | ۲۸ نوامبر ۲۰۰۰  |
| ۱۵۵۸۲۸ | 2000 XO2    | ۱ دسامبر ۲۰۰۰   |
| ۱۵۵۸۲۹ | 2000 XV21   | ۴ دسامبر ۲۰۰۰   |
| ۱۵۵۸۳۰ | 2000 XL23   | ۴ دسامبر ۲۰۰۰   |
| ۱۵۵۸۳۱ | 2000 XE47   | ۱۵ دسامبر ۲۰۰۰  |
| ۱۵۵۸۳۲ | 2000 XB52   | ۶ دسامبر ۲۰۰۰   |
| ۱۵۵۸۳۲ | 2000 YB     | ۱۶ دسامبر ۲۰۰۰  |
| ۱۵۵۸۳۴ | 2000 YG3    | ۱۸ دسامبر ۲۰۰۰  |
| ۱۵۵۸۳۵ | 2000 YA8    | ۲۱ دسامبر ۲۰۰۰  |
| ۱۵۵۸۳۶ | 2000 YC22   | ۲۹ دسامبر ۲۰۰۰  |
| ۱۵۵۸۳۷ | 2000 YG26   | ۲۳ دسامبر ۲۰۰۰  |
| ۱۵۵۸۳۸ | 2000 YV48   | ۳۰ دسامبر ۲۰۰۰  |
| ۱۵۵۸۳۹ | 2000 YZ50   | ۳۰ دسامبر ۲۰۰۰  |
| ۱۵۵۸۴۰ | 2000 YA60   | ۳۰ دسامبر ۲۰۰۰  |
| ۱۵۵۸۴۱ | 2000 YU69   | ۳۰ دسامبر ۲۰۰۰  |
| ۱۵۵۸۴۲ | 2000 YC87   | ۳۰ دسامبر ۲۰۰۰  |
| ۱۵۵۸۴۳ | 2000 YL100  | ۳۰ دسامبر ۲۰۰۰  |
| ۱۵۵۸۴۴ | 2000 YZ112  | ۳۰ دسامبر ۲۰۰۰  |
| ۱۵۵۸۴۵ | 2001 AG3    | ۴ ژانویه ۲۰۰۱   |
| ۱۵۵۸۴۶ | 2001 AM27   | ۵ ژانویه ۲۰۰۱   |
| ۱۵۵۸۴۷ | 2001 AD31   | ۴ ژانویه ۲۰۰۱   |
| ۱۵۵۸۴۸ | 2001 AO44   | ۱۵ ژانویه ۲۰۰۱  |
| ۱۵۵۸۴۹ | 2001 AK46   | ۱۵ ژانویه ۲۰۰۱  |
| ۱۵۵۸۵۰ | 2001 AY46   | ۱۵ ژانویه ۲۰۰۱  |
| ۱۵۵۸۵۱ | 2001 BP10   | ۱۹ ژانویه ۲۰۰۱  |
| ۱۵۵۸۵۲ | 2001 BB19   | ۱۹ ژانویه ۲۰۰۱  |
| ۱۵۵۸۵۳ | 2001 BA25   | ۲۰ ژانویه ۲۰۰۱  |
| ۱۵۵۸۵۴ | 2001 BJ35   | ۲۰ ژانویه ۲۰۰۱  |
| ۱۵۵۸۵۵ | 2001 BV38   | ۱۹ ژانویه ۲۰۰۱  |
| ۱۵۵۸۵۶ | 2001 BD48   | ۲۱ ژانویه ۲۰۰۱  |
| ۱۵۵۸۵۷ | 2001 BJ49   | ۲۱ ژانویه ۲۰۰۱  |
| ۱۵۵۸۵۸ | 2001 BT51   | ۱۶ ژانویه ۲۰۰۱  |
| ۱۵۵۸۵۹ | 2001 BY71   | ۳۱ ژانویه ۲۰۰۱  |
| ۱۵۵۸۶۰ | 2001 BT77   | ۲۵ ژانویه ۲۰۰۱  |
| ۱۵۵۸۶۱ | 2001 CA33   | ۱۳ فوریه ۲۰۰۱   |
| ۱۵۵۸۶۲ | 2001 CP33   | ۱۳ فوریه ۲۰۰۱   |
| ۱۵۵۸۶۳ | 2001 CQ34   | ۱۳ فوریه ۲۰۰۱   |
| ۱۵۵۸۶۴ | 2001 CE40   | ۱۳ فوریه ۲۰۰۱   |
| ۱۵۵۸۶۴ | 2001 DK     | ۱۶ فوریه ۲۰۰۱   |
| ۱۵۵۸۶۶ | 2001 DW10   | ۱۷ فوریه ۲۰۰۱   |
| ۱۵۵۸۶۷ | 2001 DO18   | ۱۶ فوریه ۲۰۰۱   |
| ۱۵۵۸۶۸ | 2001 DD26   | ۱۷ فوریه ۲۰۰۱   |
| ۱۵۵۸۶۹ | 2001 DK27   | ۱۷ فوریه ۲۰۰۱   |
| ۱۵۵۸۷۰ | 2001 DL27   | ۱۷ فوریه ۲۰۰۱   |
| ۱۵۵۸۷۱ | 2001 DG40   | ۱۹ فوریه ۲۰۰۱   |
| ۱۵۵۸۷۲ | 2001 DM57   | ۱۶ فوریه ۲۰۰۱   |
| ۱۵۵۸۷۳ | 2001 DB59   | ۲۱ فوریه ۲۰۰۱   |
| ۱۵۵۸۷۴ | 2001 DQ82   | ۲۲ فوریه ۲۰۰۱   |
| ۱۵۵۸۷۵ | 2001 DR91   | ۲۰ فوریه ۲۰۰۱   |
| ۱۵۵۸۷۶ | 2001 DS96   | ۱۷ فوریه ۲۰۰۱   |
| ۱۵۵۸۷۷ | 2001 DF106  | ۲۰ فوریه ۲۰۰۱   |
| ۱۵۵۸۷۸ | 2001 ED4    | ۲ مارس ۲۰۰۱     |
| ۱۵۵۸۷۹ | 2001 EK4    | ۲ مارس ۲۰۰۱     |
| ۱۵۵۸۸۰ | 2001 ED7    | ۲ مارس ۲۰۰۱     |
| ۱۵۵۸۸۱ | 2001 EF19   | ۱۴ مارس ۲۰۰۱    |
| ۱۵۵۸۸۲ | 2001 FJ26   | ۱۸ مارس ۲۰۰۱    |
| ۱۵۵۸۸۳ | 2001 FU38   | ۱۸ مارس ۲۰۰۱    |
| ۱۵۵۸۸۴ | 2001 FC39   | ۱۸ مارس ۲۰۰۱    |
| ۱۵۵۸۸۵ | 2001 FZ64   | ۱۹ مارس ۲۰۰۱    |
| ۱۵۵۸۸۶ | 2001 FP67   | ۱۹ مارس ۲۰۰۱    |
| ۱۵۵۸۸۷ | 2001 FU68   | ۱۹ مارس ۲۰۰۱    |
| ۱۵۵۸۸۸ | 2001 FY83   | ۲۶ مارس ۲۰۰۱    |
| ۱۵۵۸۸۹ | 2001 FK84   | ۲۶ مارس ۲۰۰۱    |
| ۱۵۵۸۹۰ | 2001 FY84   | ۲۶ مارس ۲۰۰۱    |
| ۱۵۵۸۹۱ | 2001 FU87   | ۲۱ مارس ۲۰۰۱    |
| ۱۵۵۸۹۲ | 2001 FP93   | ۱۶ مارس ۲۰۰۱    |
| ۱۵۵۸۹۳ | 2001 FL100  | ۱۷ مارس ۲۰۰۱    |
| ۱۵۵۸۹۴ | 2001 FZ106  | ۱۸ مارس ۲۰۰۱    |
| ۱۵۵۸۹۵ | 2001 FR108  | ۱۸ مارس ۲۰۰۱    |
| ۱۵۵۸۹۶ | 2001 FT108  | ۱۸ مارس ۲۰۰۱    |
| ۱۵۵۸۹۷ | 2001 FD116  | ۱۹ مارس ۲۰۰۱    |
| ۱۵۵۸۹۸ | 2001 FZ116  | ۱۹ مارس ۲۰۰۱    |
| ۱۵۵۸۹۹ | 2001 FW135  | ۲۱ مارس ۲۰۰۱    |
| ۱۵۵۹۰۰ | 2001 FJ142  | ۲۳ مارس ۲۰۰۱    |
| ۱۵۵۹۰۱ | 2001 FK179  | ۲۰ مارس ۲۰۰۱    |
| ۱۵۵۹۰۲ | 2001 FA184  | ۲۵ مارس ۲۰۰۱    |
| ۱۵۵۹۰۳ | 2001 FN184  | ۲۶ مارس ۲۰۰۱    |
| ۱۵۵۹۰۴ | 2001 HA14   | ۲۳ آوریل ۲۰۰۱   |
| ۱۵۵۹۰۵ | 2001 HV66   | ۲۵ آوریل ۲۰۰۱   |
| ۱۵۵۹۰۶ | 2001 MR7    | ۲۳ ژوئن ۲۰۰۱    |
| ۱۵۵۹۰۷ | 2001 MV23   | ۲۷ ژوئن ۲۰۰۱    |
| ۱۵۵۹۰۸ | 2001 NG4    | ۱۳ ژوئیه ۲۰۰۱   |
| ۱۵۵۹۰۹ | 2001 NF15   | ۱۳ ژوئیه ۲۰۰۱   |
| ۱۵۵۹۰۹ | 2001 OH     | ۱۶ ژوئیه ۲۰۰۱   |
| ۱۵۵۹۱۱ | 2001 OQ38   | ۲۰ ژوئیه ۲۰۰۱   |
| ۱۵۵۹۱۲ | 2001 OW40   | ۲۰ ژوئیه ۲۰۰۱   |
| ۱۵۵۹۱۳ | 2001 OR43   | ۲۳ ژوئیه ۲۰۰۱   |
| ۱۵۵۹۱۴ | 2001 OG55   | ۲۲ ژوئیه ۲۰۰۱   |
| ۱۵۵۹۱۵ | 2001 OQ55   | ۲۲ ژوئیه ۲۰۰۱   |
| ۱۵۵۹۱۶ | 2001 ON68   | ۱۶ ژوئیه ۲۰۰۱   |
| ۱۵۵۹۱۷ | 2001 OH73   | ۲۱ ژوئیه ۲۰۰۱   |
| ۱۵۵۹۱۸ | 2001 OF86   | ۲۲ ژوئیه ۲۰۰۱   |
| ۱۵۵۹۱۹ | 2001 ON95   | ۳۱ ژوئیه ۲۰۰۱   |
| ۱۵۵۹۲۰ | 2001 OG104  | ۳۰ ژوئیه ۲۰۰۱   |
| ۱۵۵۹۲۱ | 2001 OJ105  | ۲۹ ژوئیه ۲۰۰۱   |
| ۱۵۵۹۲۲ | 2001 PT5    | ۱۰ اوت ۲۰۰۱     |
| ۱۵۵۹۲۳ | 2001 PB14   | ۱۴ اوت ۲۰۰۱     |
| ۱۵۵۹۲۴ | 2001 PG25   | ۱۱ اوت ۲۰۰۱     |
| ۱۵۵۹۲۵ | 2001 PW27   | ۱۳ اوت ۲۰۰۱     |
| ۱۵۵۹۲۶ | 2001 PE29   | ۱۵ اوت ۲۰۰۱     |
| ۱۵۵۹۲۷ | 2001 PN43   | ۱۳ اوت ۲۰۰۱     |
| ۱۵۵۹۲۸ | 2001 PO43   | ۱۳ اوت ۲۰۰۱     |
| ۱۵۵۹۲۹ | 2001 PG53   | ۱۴ اوت ۲۰۰۱     |
| ۱۵۵۹۳۰ | 2001 PJ54   | ۱۴ اوت ۲۰۰۱     |
| ۱۵۵۹۳۱ | 2001 PV58   | ۱۴ اوت ۲۰۰۱     |
| ۱۵۵۹۳۲ | 2001 QD1    | ۱۶ اوت ۲۰۰۱     |
| ۱۵۵۹۳۳ | 2001 QB2    | ۱۶ اوت ۲۰۰۱     |
| ۱۵۵۹۳۴ | 2001 QB13   | ۱۶ اوت ۲۰۰۱     |
| ۱۵۵۹۳۵ | 2001 QN15   | ۱۶ اوت ۲۰۰۱     |
| ۱۵۵۹۳۶ | 2001 QG17   | ۱۶ اوت ۲۰۰۱     |
| ۱۵۵۹۳۷ | 2001 QP28   | ۱۶ اوت ۲۰۰۱     |
| ۱۵۵۹۳۸ | 2001 QR32   | ۱۷ اوت ۲۰۰۱     |
| ۱۵۵۹۳۹ | 2001 QY35   | ۱۶ اوت ۲۰۰۱     |
| ۱۵۵۹۴۰ | 2001 QX41   | ۱۶ اوت ۲۰۰۱     |
| ۱۵۵۹۴۱ | 2001 QL43   | ۱۶ اوت ۲۰۰۱     |
| ۱۵۵۹۴۲ | 2001 QS54   | ۱۶ اوت ۲۰۰۱     |
| ۱۵۵۹۴۳ | 2001 QR55   | ۱۶ اوت ۲۰۰۱     |
| ۱۵۵۹۴۴ | 2001 QW55   | ۱۶ اوت ۲۰۰۱     |
| ۱۵۵۹۴۵ | 2001 QD56   | ۱۶ اوت ۲۰۰۱     |
| ۱۵۵۹۴۶ | 2001 QK65   | ۱۷ اوت ۲۰۰۱     |
| ۱۵۵۹۴۷ | 2001 QB69   | ۱۷ اوت ۲۰۰۱     |
| ۱۵۵۹۴۸ | 2001 QA73   | ۲۱ اوت ۲۰۰۱     |
| ۱۵۵۹۴۹ | 2001 QC75   | ۱۶ اوت ۲۰۰۱     |
| ۱۵۵۹۵۰ | 2001 QP79   | ۱۶ اوت ۲۰۰۱     |
| ۱۵۵۹۵۱ | 2001 QD89   | ۲۲ اوت ۲۰۰۱     |
| ۱۵۵۹۵۲ | 2001 QU91   | ۱۹ اوت ۲۰۰۱     |
| ۱۵۵۹۵۳ | 2001 QG93   | ۲۲ اوت ۲۰۰۱     |
| ۱۵۵۹۵۴ | 2001 QR95   | ۲۲ اوت ۲۰۰۱     |
| ۱۵۵۹۵۵ | 2001 QS97   | ۱۷ اوت ۲۰۰۱     |
| ۱۵۵۹۵۶ | 2001 QX98   | ۲۲ اوت ۲۰۰۱     |
| ۱۵۵۹۵۷ | 2001 QU99   | ۲۰ اوت ۲۰۰۱     |
| ۱۵۵۹۵۸ | 2001 QL106  | ۱۸ اوت ۲۰۰۱     |
| ۱۵۵۹۵۹ | 2001 QF127  | ۲۰ اوت ۲۰۰۱     |
| ۱۵۵۹۶۰ | 2001 QV143  | ۲۱ اوت ۲۰۰۱     |
| ۱۵۵۹۶۱ | 2001 QE145  | ۲۴ اوت ۲۰۰۱     |
| ۱۵۵۹۶۲ | 2001 QK145  | ۲۴ اوت ۲۰۰۱     |
| ۱۵۵۹۶۳ | 2001 QJ158  | ۲۳ اوت ۲۰۰۱     |
| ۱۵۵۹۶۴ | 2001 QL181  | ۲۹ اوت ۲۰۰۱     |
| ۱۵۵۹۶۵ | 2001 QU198  | ۲۲ اوت ۲۰۰۱     |
| ۱۵۵۹۶۶ | 2001 QF205  | ۲۳ اوت ۲۰۰۱     |
| ۱۵۵۹۶۷ | 2001 QA215  | ۲۳ اوت ۲۰۰۱     |
| ۱۵۵۹۶۸ | 2001 QC219  | ۲۳ اوت ۲۰۰۱     |
| ۱۵۵۹۶۹ | 2001 QJ219  | ۲۳ اوت ۲۰۰۱     |
| ۱۵۵۹۷۰ | 2001 QL220  | ۲۳ اوت ۲۰۰۱     |
| ۱۵۵۹۷۱ | 2001 QK224  | ۲۴ اوت ۲۰۰۱     |
| ۱۵۵۹۷۲ | 2001 QW227  | ۲۴ اوت ۲۰۰۱     |
| ۱۵۵۹۷۳ | 2001 QJ235  | ۲۴ اوت ۲۰۰۱     |
| ۱۵۵۹۷۴ | 2001 QN236  | ۲۴ اوت ۲۰۰۱     |
| ۱۵۵۹۷۵ | 2001 QS238  | ۲۴ اوت ۲۰۰۱     |
| ۱۵۵۹۷۶ | 2001 QP239  | ۲۴ اوت ۲۰۰۱     |
| ۱۵۵۹۷۷ | 2001 QB240  | ۲۴ اوت ۲۰۰۱     |
| ۱۵۵۹۷۸ | 2001 QF242  | ۲۴ اوت ۲۰۰۱     |
| ۱۵۵۹۷۹ | 2001 QQ242  | ۲۴ اوت ۲۰۰۱     |
| ۱۵۵۹۸۰ | 2001 QR246  | ۲۴ اوت ۲۰۰۱     |
| ۱۵۵۹۸۱ | 2001 QC247  | ۲۴ اوت ۲۰۰۱     |
| ۱۵۵۹۸۲ | 2001 QE247  | ۲۴ اوت ۲۰۰۱     |
| ۱۵۵۹۸۳ | 2001 QM250  | ۲۴ اوت ۲۰۰۱     |
| ۱۵۵۹۸۴ | 2001 QD256  | ۲۵ اوت ۲۰۰۱     |
| ۱۵۵۹۸۵ | 2001 QM256  | ۲۵ اوت ۲۰۰۱     |
| ۱۵۵۹۸۶ | 2001 QK258  | ۲۵ اوت ۲۰۰۱     |
| ۱۵۵۹۸۷ | 2001 QX258  | ۲۵ اوت ۲۰۰۱     |
| ۱۵۵۹۸۸ | 2001 QJ260  | ۲۵ اوت ۲۰۰۱     |
| ۱۵۵۹۸۹ | 2001 QF267  | ۲۰ اوت ۲۰۰۱     |
| ۱۵۵۹۹۰ | 2001 QX283  | ۱۸ اوت ۲۰۰۱     |
| ۱۵۵۹۹۱ | 2001 QB284  | ۱۸ اوت ۲۰۰۱     |
| ۱۵۵۹۹۲ | 2001 QN296  | ۲۴ اوت ۲۰۰۱     |
| ۱۵۵۹۹۳ | 2001 RE1    | ۷ سپتامبر ۲۰۰۱  |
| ۱۵۵۹۹۴ | 2001 RJ2    | ۱۱ سپتامبر ۲۰۰۱ |
| ۱۵۵۹۹۵ | 2001 RX5    | ۹ سپتامبر ۲۰۰۱  |
| ۱۵۵۹۹۶ | 2001 RD11   | ۱۰ سپتامبر ۲۰۰۱ |
| ۱۵۵۹۹۷ | 2001 RP16   | ۱۲ سپتامبر ۲۰۰۱ |
| ۱۵۵۹۹۸ | 2001 RQ21   | ۷ سپتامبر ۲۰۰۱  |
| ۱۵۵۹۹۹ | 2001 RV26   | ۷ سپتامبر ۲۰۰۱  |
| ۱۵۶۰۰۰ | 2001 RR27   | ۷ سپتامبر ۲۰۰۱  |